# Zwecken

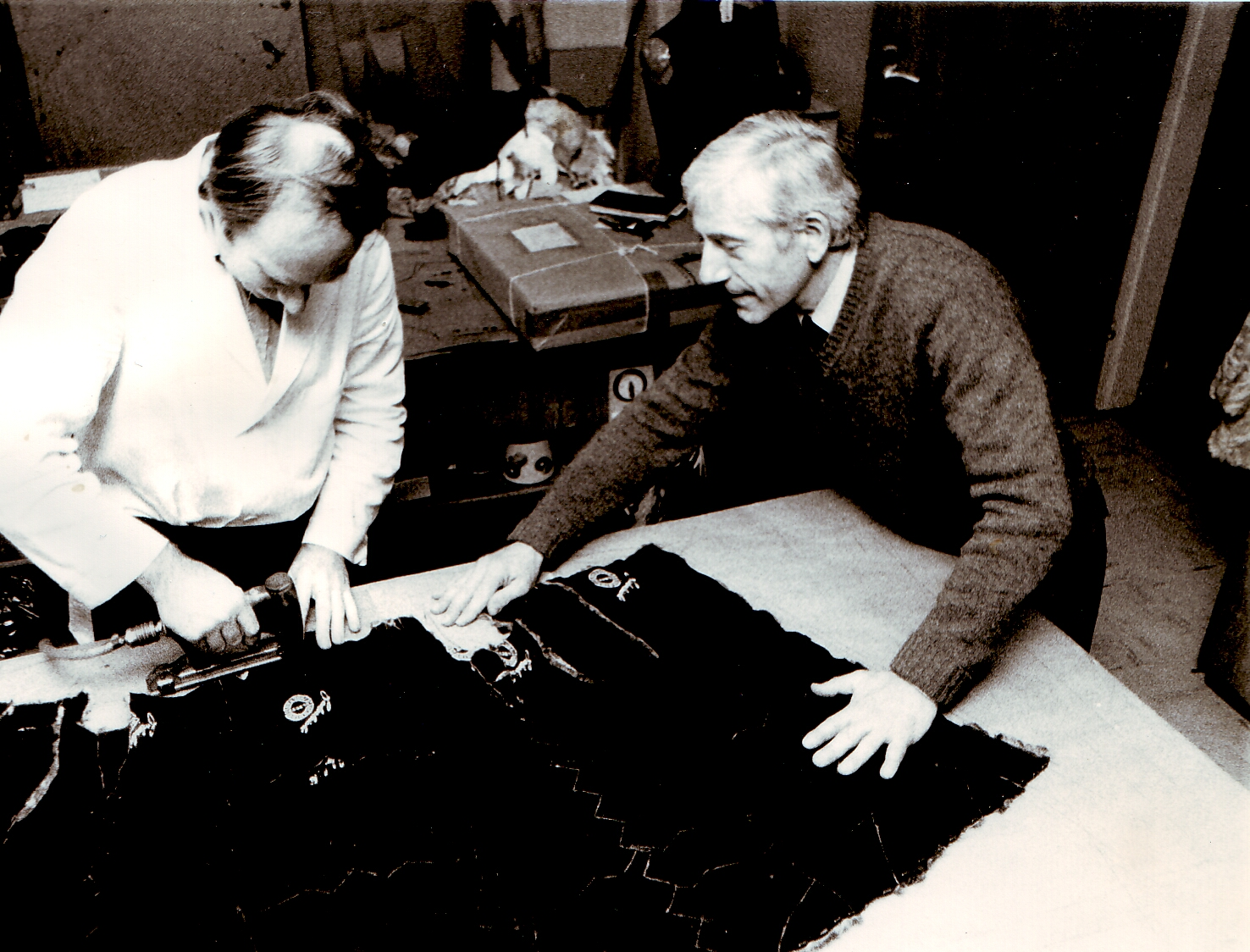
Zwecken einer Persianerjacke mit dem Presslufttacker

Das Zwecken oder Aufspannen ist ein wesentlicher Arbeitsschritt der Pelzherstellung. Es bezeichnet das Aus- und Glattspannen angefeuchteter Felle oder Pelzteile während des Produktionsprozesses. Dies geschieht in der Regel durch ein pneumatisches Auftackern oder das Aufnageln von Hand auf Holzbretter (Zweckplatten).
Der Begriff leitet sich von dem Wort „Zweck“ ab, das soviel bedeutete, wie ein Nagel aus Holz oder Eisen, der kürschnerische Begriff Zwecknagel stellt also eine eigentlich unnötige Bedeutungswiederholung (Tautologie) dar.
Im Gegensatz zum gegerbten Leder bleibt das zugerichtete Fell ähnlich dem Rohfell durch seine Lederstruktur mehr oder weniger dehnbar, unterschiedlich nach der Zurichtungsart und der Fellart. Die Fellfläche kann vor allem im feuchten Zustand durch Dehnen vergrößert und gleichzeitig in eine andere Form verändert werden. Das Zwecken verhindert, dass sich das Fell nach dem Ausdehnen wieder zusammenzieht.
Jedes zu verarbeitende Fell ist in eine durch das Produkt vorgegebene Form zu bringen. Eventuell wird es ein Teil einer, durch ein Schnittmuster vorgegebenen größeren Form. Aus nur einem Fell kann ein Kragen oder Muff entstehen, aus einer Rosshaut sogar ein kompletter Mantel. Für größere Pelze und bei kleinen Fellen werden dem Schnittmuster entsprechend mehrere Felle zu einer größeren Fläche mit der Pelznähmaschine oder mit Handnähten zusammengefügt. Dies geschieht, nachdem sie zuvor entsprechend gestreckt oder gespannt (gezweckt) und zugeschnitten werden. Dabei, und beim Reparieren (Anbrachen) der Felle, entstehen zahlreiche Nahtwülste, Falten und andere Unebenheiten, die durch das Glattziehen beim sich anschließenden Zwecken beseitigt werden.

## Geschichte

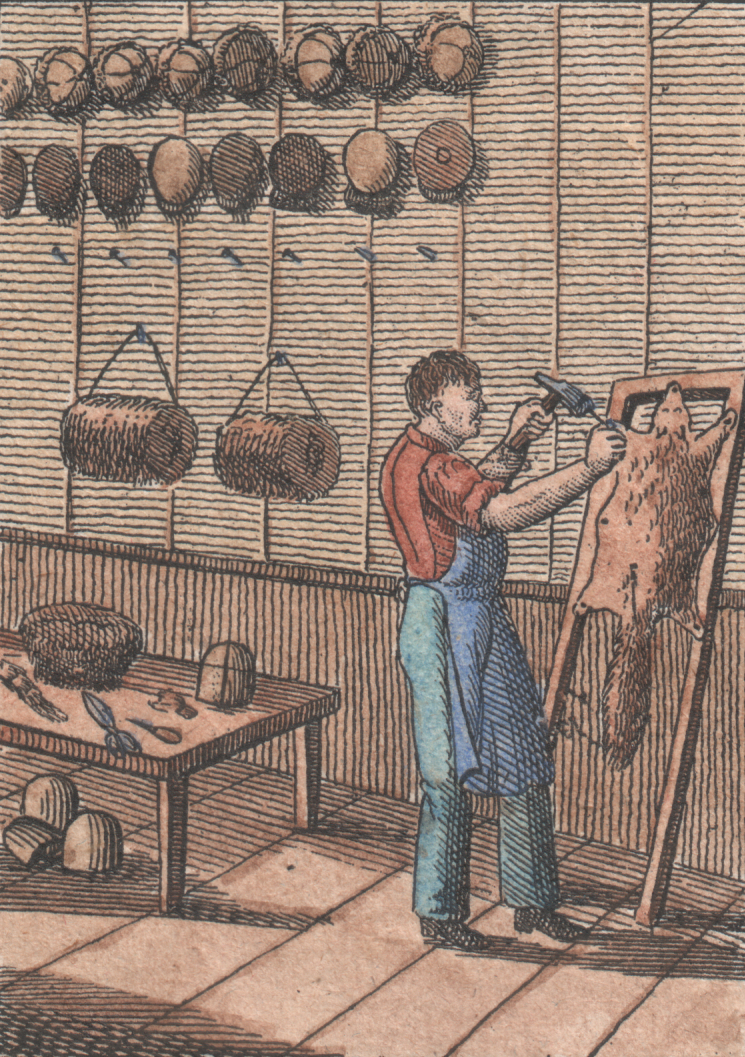
Aufspannen eines Fells mit einem Hammer auf einen Holzrahmen (um 1830)

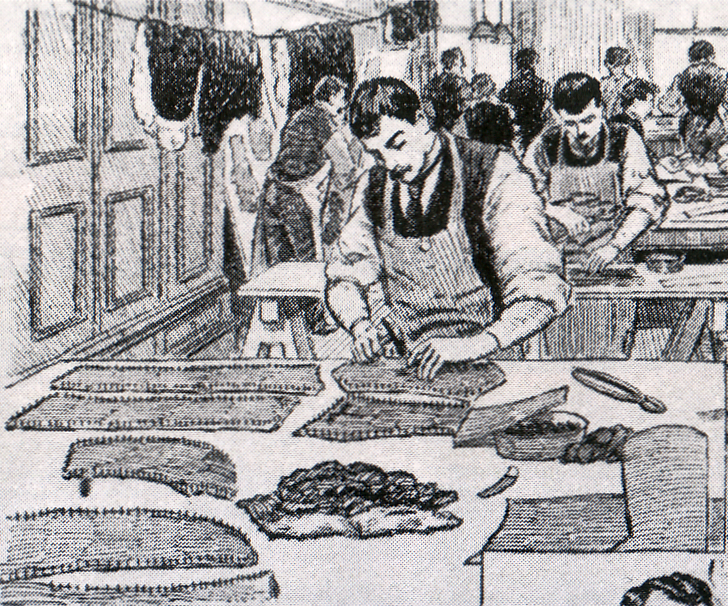
Zwecken mit dem Hammer in den USA (1891)

Ein Stich etwa aus dem Jahr 1830 zeigt einen Kürschner, der ein Fell vor der Weiterverarbeitung auf einen rechteckigen Holzrahmen nagelt. Ähnlich verfahren nordamerikanische Indianer und Trapper, die frisch abgezogene Biberfelle in einen ovalen Rahmen aus biegsamen Ästen spannen. Allerdings wird dabei das Fell durch Fäden oder Sehnen anstelle von Nägeln gehalten. Beide Varianten haben den Vorteil, dass die Felle durch den beiderseitigen Luftstrom schneller trocknen.
Bevor es möglich wurde, die aus Holzstäbchen und Furnier gefertigten Tischlerplatten herzustellen, bestanden Zweckplatten noch aus im Nut verleimten, gut gehobelten Tannenbrettern „mit eichenen, am besten eingeschobenen Querleisten“. Sie waren in Mantelrumpfgröße entsprechend schwer und nur mit großer Kraftanstrengung zu wenden und zum Trocknen aufzustellen.
Die Benutzung eines Hammers zum Einschlagen der Zwecknägel anstelle der Zweckzange war im Jahr 1911 offenbar noch gebräuchlich. Es gab zu der Zeit bereits Hilfen zum Herausziehen der Nägel. In einem Lehrbuch für Kürschner heißt es: „Hierauf kann man abzwecken, was mit der Nagelspalte des Hammers, mit der Zange oder mit dem sogenannten Abzweckkamm, einem kammähnlichen Instrument mit Handgriff, bei welchem die Zinken sehr stark und nur ganz kurz eingeschnitten sind, geschieht“.
Über China, das über eine sehr alte, aber bis dahin nicht weiterentwickelte Kürschnertradition verfügt, hieß es 1904: „Die bei der Kürschnerei verwendeten Handwerkszeuge sind sehr primitiv und beschränken sich auf ein Messer in Form einer Halbkreisfläche, und einer Zange und Zwecknägel“.
Vor allem in den USA, wo die Arbeitsvorgänge der Kürschnerei in größeren Betrieben von angelernten Arbeitern ausgeführt werden, war zumindest während des 20. Jahrhunderts der Zwecker neben den (Pelz-)Schneidern, Pelznähern, -streckern, -finishern und -büglern ein eigener, für das Gelingen der Arbeit besonders wichtiger Berufszweig.

## Anwendung
Nahezu bei jeder Pelzherstellung, bei der beim fertigen Produkt das Haar und nicht das Leder der Felle außen ist, ist einer der Arbeitsgänge das Zwecken. Es sorgt dafür, dass das Leder glatt ohne Falten ist und dass das Fell bestmöglich ausgenutzt wird.
Anders ist es bei Pelzen, die mit dem Leder nach außen getragen werden, veloutierte oder nappierte Jacken und Mäntel. Deren Felle erhalten in der Regel eine dem Gerben vergleichbare Lederbehandlung und haben ein sehr wenig oder gar nicht zügiges Leder. Da Felle im feuchten Zustand ihre durch Zwecken erzielte Formveränderung wieder verlieren und auch wieder auf ihre ursprüngliche Größe schrumpfen, also auch beim Kontakt des Leders mit Regen, verbietet sich hier ein Zwecken ohnehin.

## Arbeitsvorgänge
In den meisten Fällen wird das Fell mit dem Haar gegen das Brett gezweckt. Die Sicht auf die Fellnähte ermöglicht ein genaueres Arbeiten und das Fell trocknet schneller. Nach dem Abzwecken wird das Haar in Haarrichtung feucht eingestrichen, eventuell auch aufgeraut (Ausnahme: gelockte oder moirierte Felle). Empfindliche Felle können mit dem Haar nach oben gezweckt werden, oder aber das Fell kann nach dem Zwecken an den Nägeln oder Klammern etwas angehoben werden. Moderne Endbearbeitungsgeräte machen dies jedoch oft überflüssig (Heißluft-Steamer, Bügelmaschine, siehe dazu → Pelzreinigung).

### Einstreichen, Bestreichen
Um ein Fell oder ein größeres, aus Fellen zusammengesetztes Teil zwecken zu können, wird dieses zunächst mit der Einstreichbürste, einem feuchten Tuch oder mit einer Sprühflasche leicht angefeuchtet, mit der Lederseite zusammengelegt und einige Zeit liegen gelassen, damit die Feuchtigkeit das Leder völlig durchzieht („fatten“ lassen; der Österreicher sagt zum leichten Anfeuchten „Anwascheln“). Das Haar sollte dabei so trocken wie möglich bleiben. Ohnehin sollte das Leder nicht zu nass gemacht werden, da dies unter Umständen zu einem Auswaschen des Gerbprozesses führt und es dann steif und glasig wird („ausgewaschelt“). Desto länger das Fell fattet, desto gefügiger ist es beim Zwecken. Warmes Wasser und auch eine im Fachhandel erhältliche Zweckhilfe beschleunigen das Durchweichen. In einigen Firmen gab es eine Fattkiste, in denen die nur leicht angefeuchteten Teile über Nacht weichen konnten.
Zumindest früher war es durchaus üblich, dass sich der Kürschner beziehungsweise die ihm zuarbeitende Näherin auf das eingestrichene Teil setzte, um durch das Körpergewicht und die Körperwärme den Prozess des Fattens zu beschleunigen: „Bei Fellen mit feinem oder kostbaren Haar dürfte das absolut nicht geschehen, denn die Feuchtigkeit dringt in das Haar, dies zerquetscht sich und ist oft nur schwer wieder in Ordnung zu bringen“ (1891).

### Vorzwecken
Bei vielen Fellarten oder Verarbeitungstechniken ist es notwendig, die Felle vor der Weiterverarbeitung vorzuzwecken. Die Struktur des Leders bewirkt, dass sich das Haar beim in die Länge ziehen des Felles verdichtet (die Fellfläche verkleinert sich), zieht man es in die Breite, wird das Haar schütterer und die Fläche größer.
Insbesondere für das Auslassen werden die Felle regelmäßig vor dem Schneiden zum einfacheren Schneiden und Nähen vorgezweckt. Sie werden dadurch nicht nur geglättet, es führt auch zu einer in diesem Fall ausnahmsweise erwünschten Verfestigung des Leders; das Fell lässt sich besser schneiden und nähen, ohne dass die schmalen Auslassstreifen ausgedehnt werden. Das Versteifen kann, wenn gewünscht, durch ein abschließendes Einstreichen oder Besprühen mit einer handelsüblichen Wäschestärke noch erhöht werden. Das Auslassen oder die Auslasstechnik bezeichnet eine Arbeitsmethode der Kürschnerei, bei der die gewünschte Fellform durch das Verlängern des Felles auf Kosten der Breite durch V- bzw. A-förmige Schnitte erreicht wird.
Auch wenn die Felle im fertigen Teil eine bestimmte Form aufweisen sollen, häufig trapezförmig oder rechteckig, werden sie zur besseren Materialausnutzung entsprechend vorgezweckt.

Vorzwecken
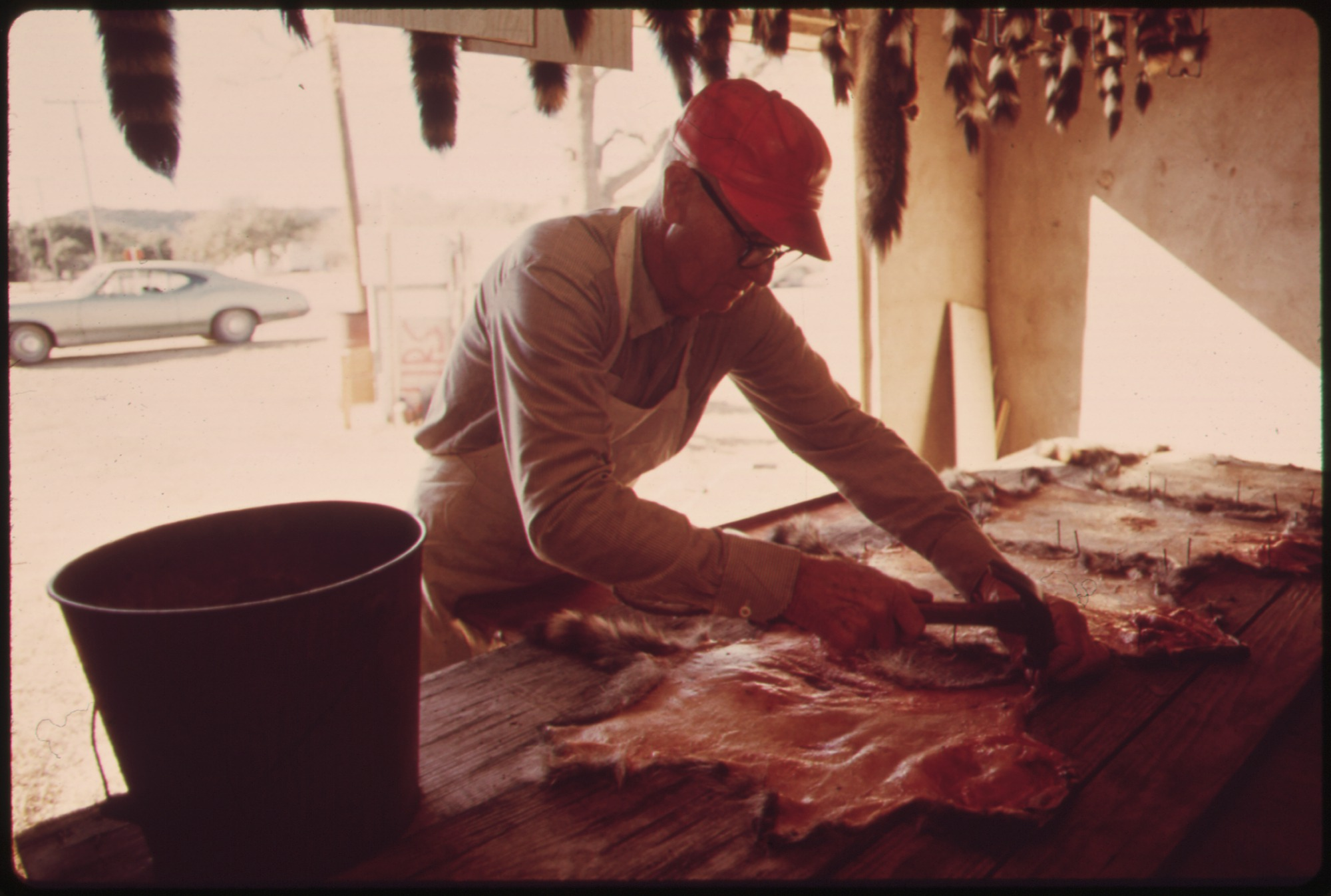
Vorzwecken von Waschbär-Rohfellen (USA, 1973)
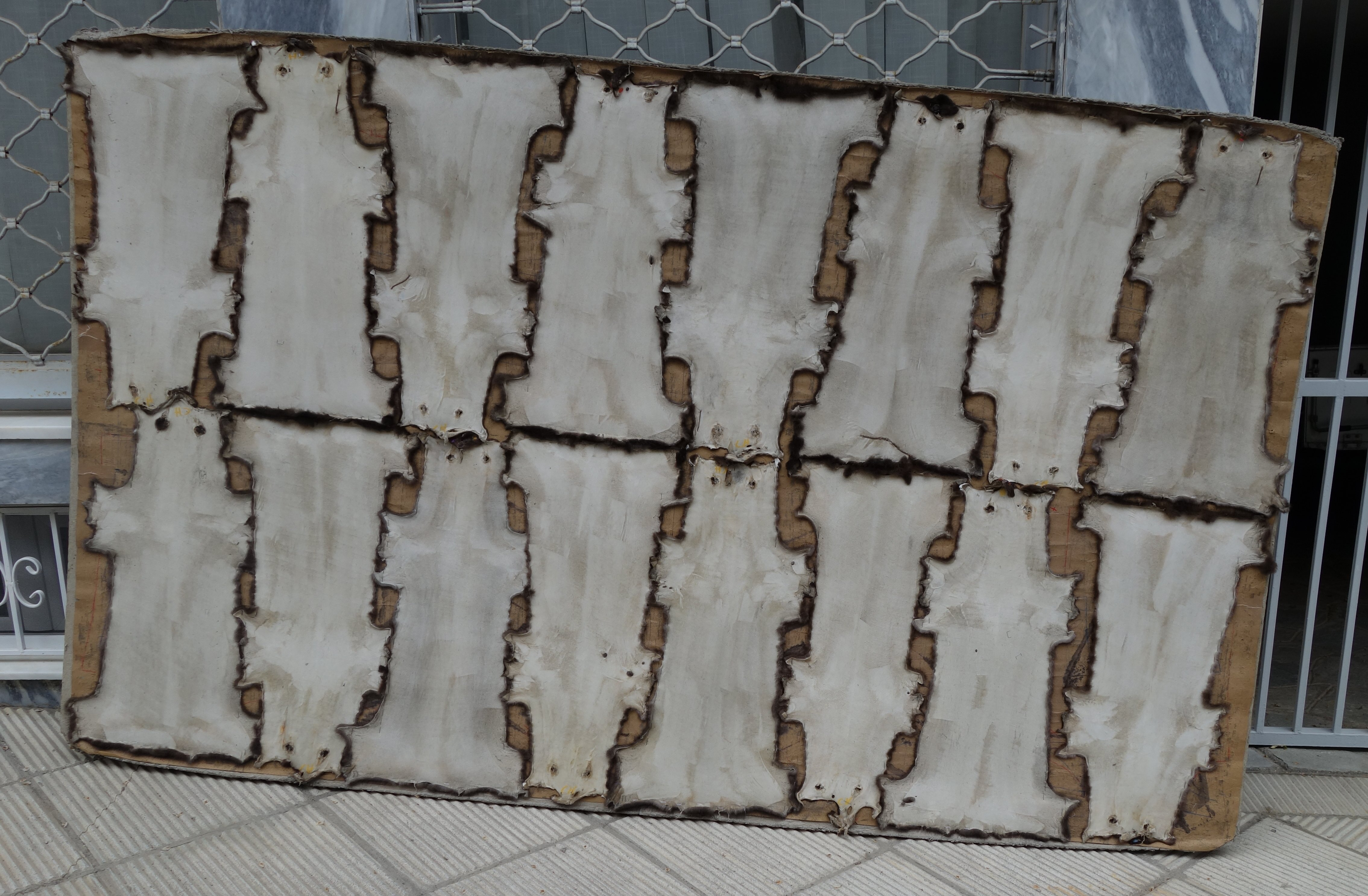
Vorgezweckte Nerzfelle (Griechenland, 2014)
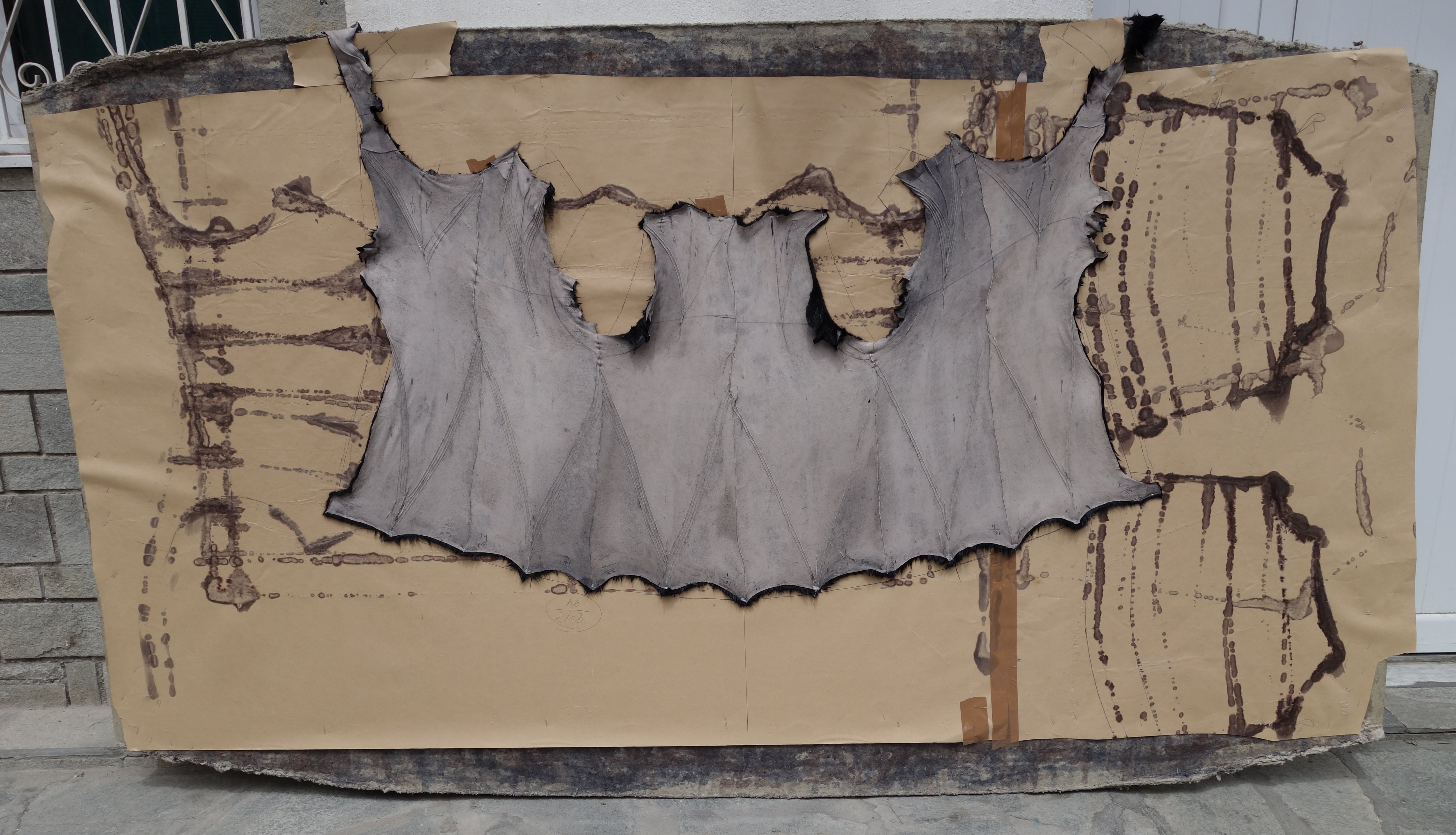
Vorgezweckte Nerzjacke (Griechenland, 2014)

### Zwecken

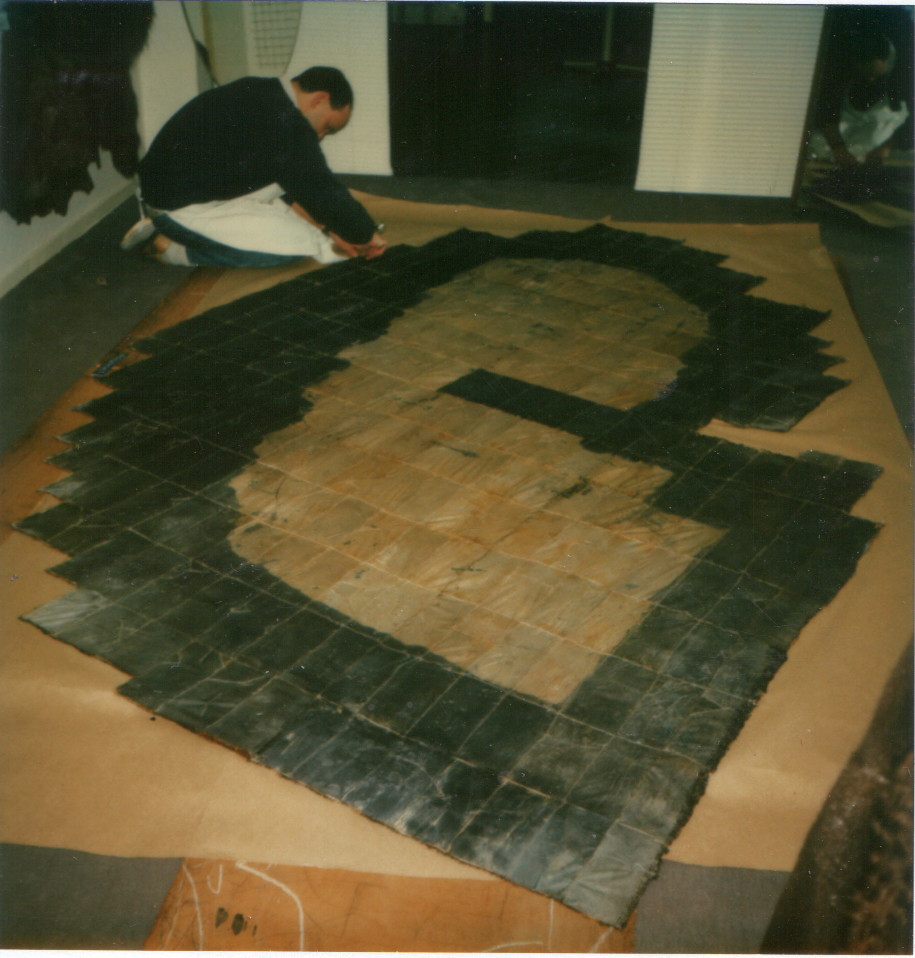
Ein überweiter, diagonal gearbeiteter und damit nicht gut teilbarer Mantel aus Suslikifellen wird vom Kürschnermeister auf mehreren zusammengelegten Zweckplatten auf dem Fußboden gezweckt

Obwohl beim Zwecken der eingerichtete Pelz unter Umständen durch Dehnen noch sehr stark in seiner Form verändert werden kann, soll er bei einer fachgerechten Verarbeitung weder zu knapp noch zu reichlich eingerichtet sein. Das heißt, dass die zu zweckende Fellfläche und die von der Fellart abhängige Schrumpfung nach dem Abzwecken der Musterfläche entsprechen muss. Kürschnermeister Fritz Hempe mahnte im Jahr 1932: „Die Auffassung, auf welche man sehr oft stößt, dass Fehler bei unexakter Verarbeitung der Felle in Bezug auf die Form und Größe im Vergleich zum Muster durch das nachfolgende Zwecken beseitigt werden können, ist als verwerflich anzusehen“.
Die zu erzielende Form wird anhand des Schnittmusters entweder mit Kreide direkt auf der Zweckplatte aufgezeichnet oder aber mit einem Stift auf einem auf der Platte zu befestigenden kräftigen Papiers, bei weißen oder hellen Fellen wegen der Gefahr des Ausblutens des Papiers auf weißem Seidenpapier.
In Kürschnereibetrieben wird in der Regel zum Zwecken der Presslufttacker oder der Handstapler benutzt. Feine Materialien werden bei einer hochwertigen Verarbeitung wie früher mit dünnen Stecknadeln gezweckt, insbesondere in allen Flächen, die beim Abgleichen nicht abfallen. Mit der Zweckzange wird das Fell an der Kante festgehalten und gestrafft. Beim Zwecken mit Zweckstiften wechselt das Halten des Felles dann auf die andere Hand, die dabei einen Zwecknagel oder eine Stecknadel hält. Durch einen oder zwei Zweckzangenschläge auf den Zweckstift wird das Fell fixiert. Beim Zwecken mit der Zweckpistole wird die Kante mit der Zange nur gehalten – oder mit der Hand – und gleichzeitig mit der anderen Hand festgetackert. Der Abstand der Zwecknägel oder Zweckklammern zueinander ergibt sich aus der Konsistenz des Leders, kräftige Leder benötigen weniger Haltepunkte, die Zweckstifte können hier in größeren Abständen genagelt werden.
Beim Zwecken von zusammengesetzten („eingerichteten“) Pelzteilen werden nicht nur der Rumpf, die Ärmel, der Kragen usw. glattgespannt, sondern es werden auch die Fellnähte gerichtet. Die Nähte der Fellseitenverbindungen und die meist dunkleren Fellmitten („Grotzen“) werden mit Zweckstiften oder Zweckklammern in eine geradlinige oder gerundete Form gerichtet. Man beginnt mit dem Zwecken immer am Fellende und streckt das Fell möglichst mit dem Haarstrich, um die Haare nicht zu stauchen. Bei Großpelzen, bei den der Haarstrich zum Saum verläuft, folgt nach dem Anzwecken der Saumkante die Rückenmitte, dann arbeitet man sich bis zu den Vorderkanten durch (bei der sogenannten „gestürzten“ Verarbeitung, Haarschlag nach oben, sollte bei grannigem Fell von oben nach unten gearbeitet werden). Bei Auslassarbeiten bedeutet das, dass zuerst die Rückenmitte gerade ausgerichtet wird, und dann Streifen für Streifen bis zur Vorderkante, meist sämtliche Fellmitten und Fellseitennähte. Dies erfolgt entweder mit Hilfe einer Metallschiene oder weniger genau mit einer Richtschnur oder nach Augenmaß. Dabei ist unter anderem darauf zu achten, dass beide Hälften des Bekleidungsstücks spiegelgleich sind, die Fellbahnen möglichst gleich breit, die Quernähte gleich hoch. An den Rändern sollen die Zweckstifte und die Zweckklammern materialsparend möglichst dicht an der Kante eingeschlagen werden.
Mit Einzwecken wird das Gegenteil des (Aus-)Zweckens bezeichnet. Besonders dünnhaarige, dünnledrige Stellen im Fell, oder Stellen, an denen aus anderen Gründen keine Weite herausgeschnitten werden soll, werden im Leder füllig eingezweckt. Mit Pappstreifen wird das umliegende Leder festgezweckt und in dem füllig bleibenden Teil wird die Weite mit dicht über die Fläche verteilten Zweckstiften oder Zweckklammern gleichmäßig verteilt und niedergehalten. Eventuell wird die Weite nach dem Abtrocknen zusätzlich eingebügelt und durch Pikieren oder Bändeln festgehalten.
Insbesondere bei moirierten Fellen wie Breitschwanz werden die Nähte mit aufgezweckten Pappstreifen flachgedrückt („bepappt“), wobei sich die in den Nähten hochstehenden Haare flachlegen. Soll empfindliches Haar dagegen nicht verdrückt werden, ist der Pelz anzuheben, indem er an den Nägeln oder Zweckklammern ein Stück hochgezogen wird.
Das Leder darf beim Zwecken nicht überdehnt werden („ausknallen“, „ausmartern“), da sonst die Gefahr besteht, dass es beim Tragen des fertigen Pelzes wieder einläuft und das Haar schütter wird. Um sicher zu gehen, dass das Fell zumindest im trockenen Zustand nicht einläuft, können die Teile nach dem Abzwecken, vor dem Zuschneiden („Abgleichen“), in einer Schütteltonne (Läutertonne) weich geschüttelt werden. Besondere Vorsicht ist bei Fellen geboten, die beim Dehnen zur Schnattenbildung („Narbenbruch“) neigen, das ist das Aufreißen der Felloberhaut (zum Beispiel Breitschwanz, Indisch Lamm, Buenolamm und andere). Hier wird anstelle des Abreibens mit dem Nahtroller ein Abklopfen der Nähte vor dem Trocknungsprozess mit einem Holzhammer vorgeschlagen.

Zwecken
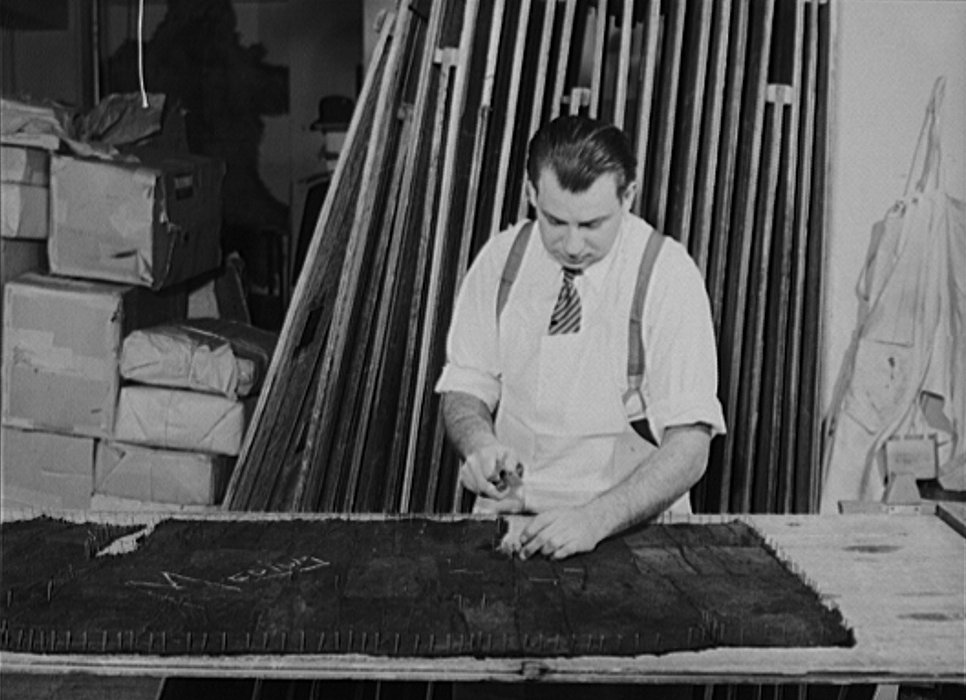
Zwecken mit Zwecknägeln (USA, 1942)
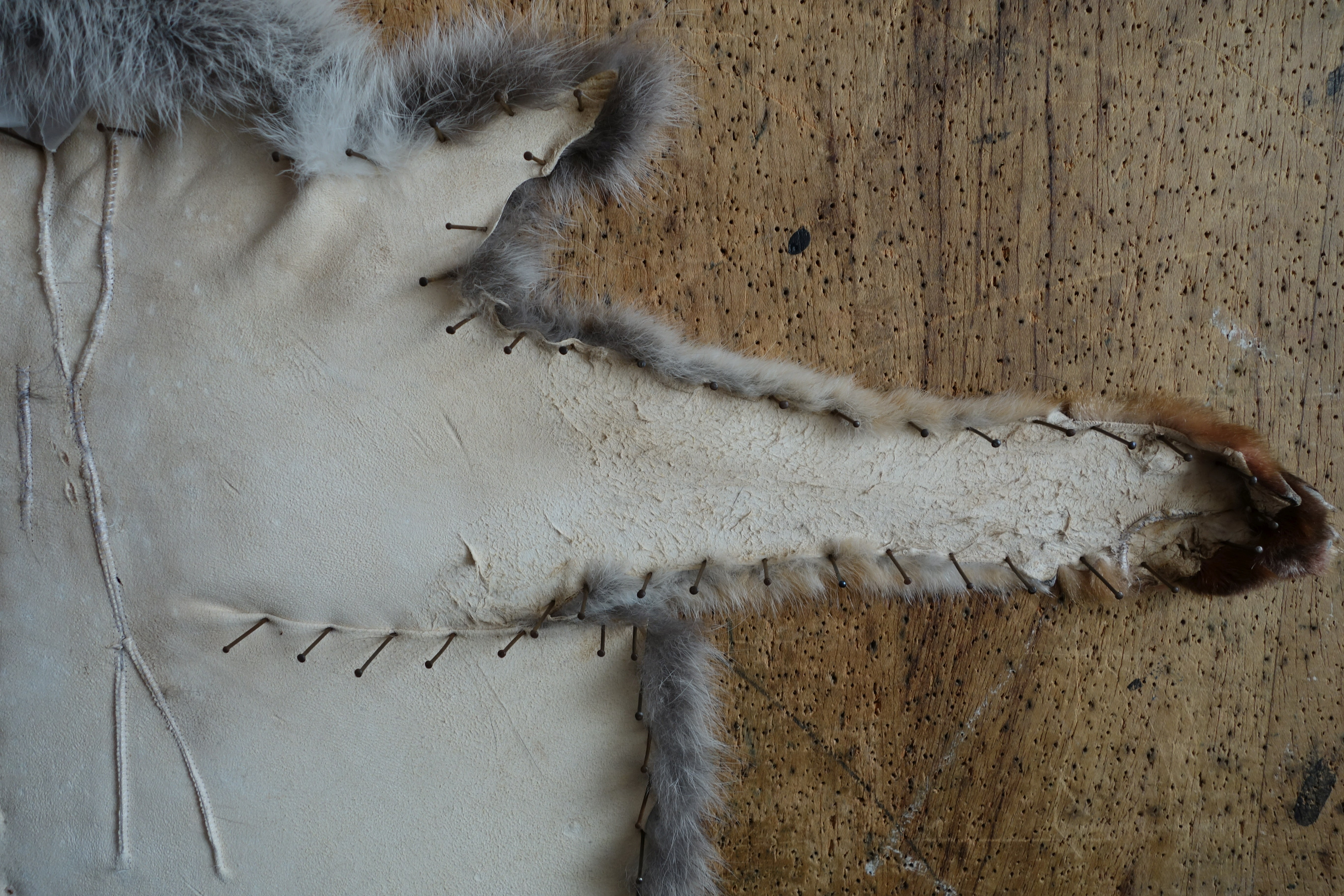
Zwecken mit Zwecknägeln (Detail) (Rötha, 2017)
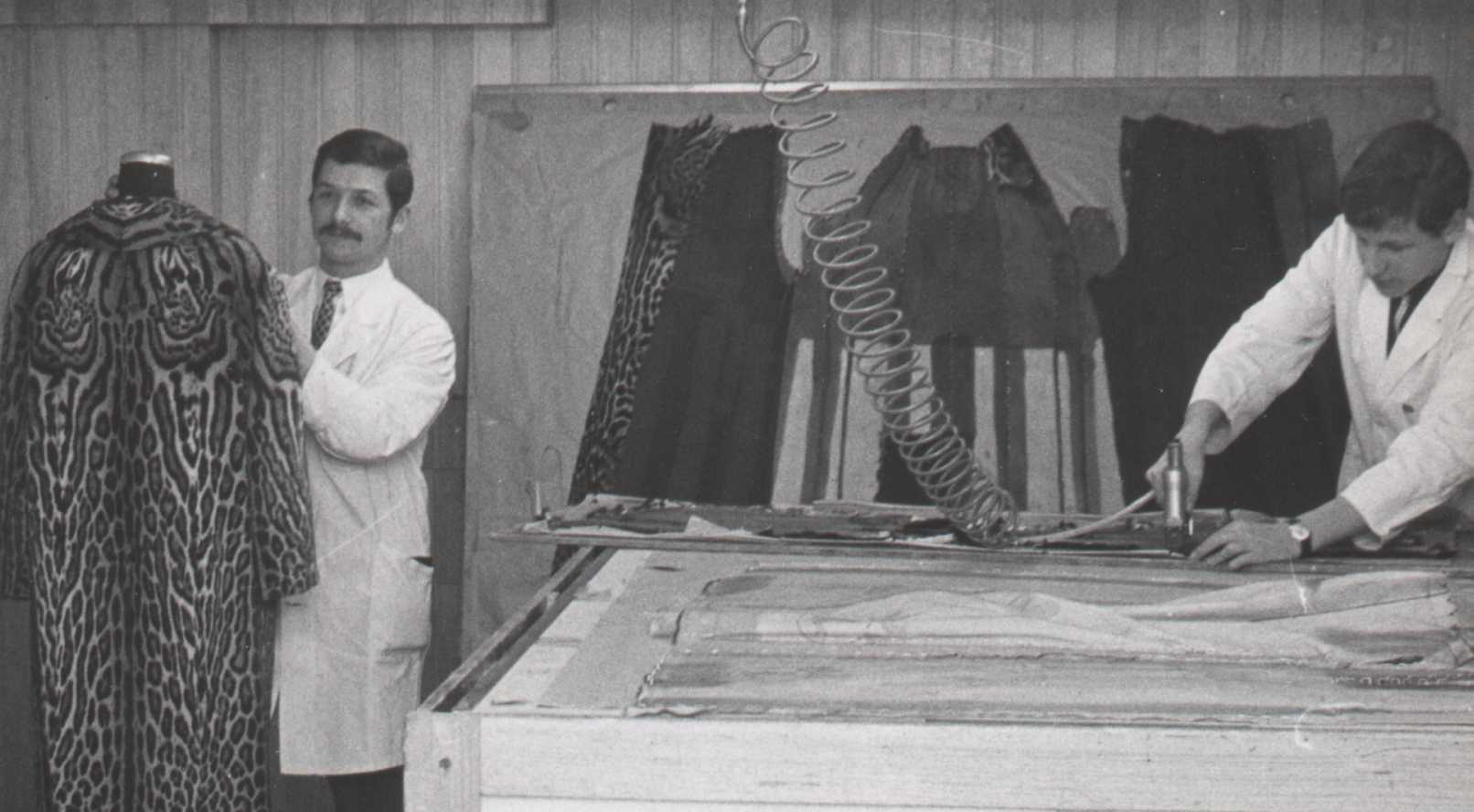
Zwecken mit dem Presslufttacker (Wiesbaden, 1969)
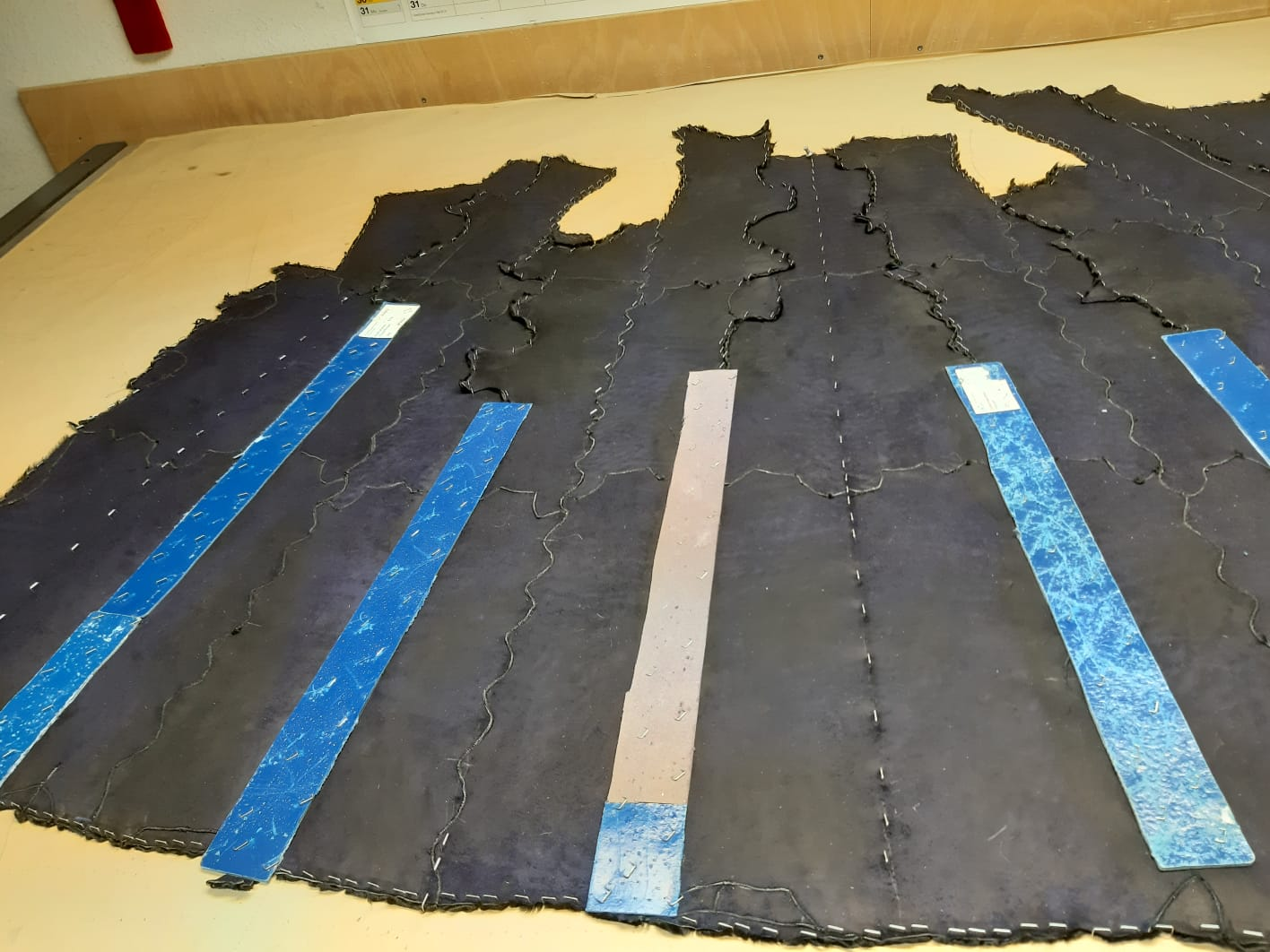
Zwecken mit Zweckklammern, Flachpressen der Nähte mit Pappstreifen (Düsseldorf, 2019)
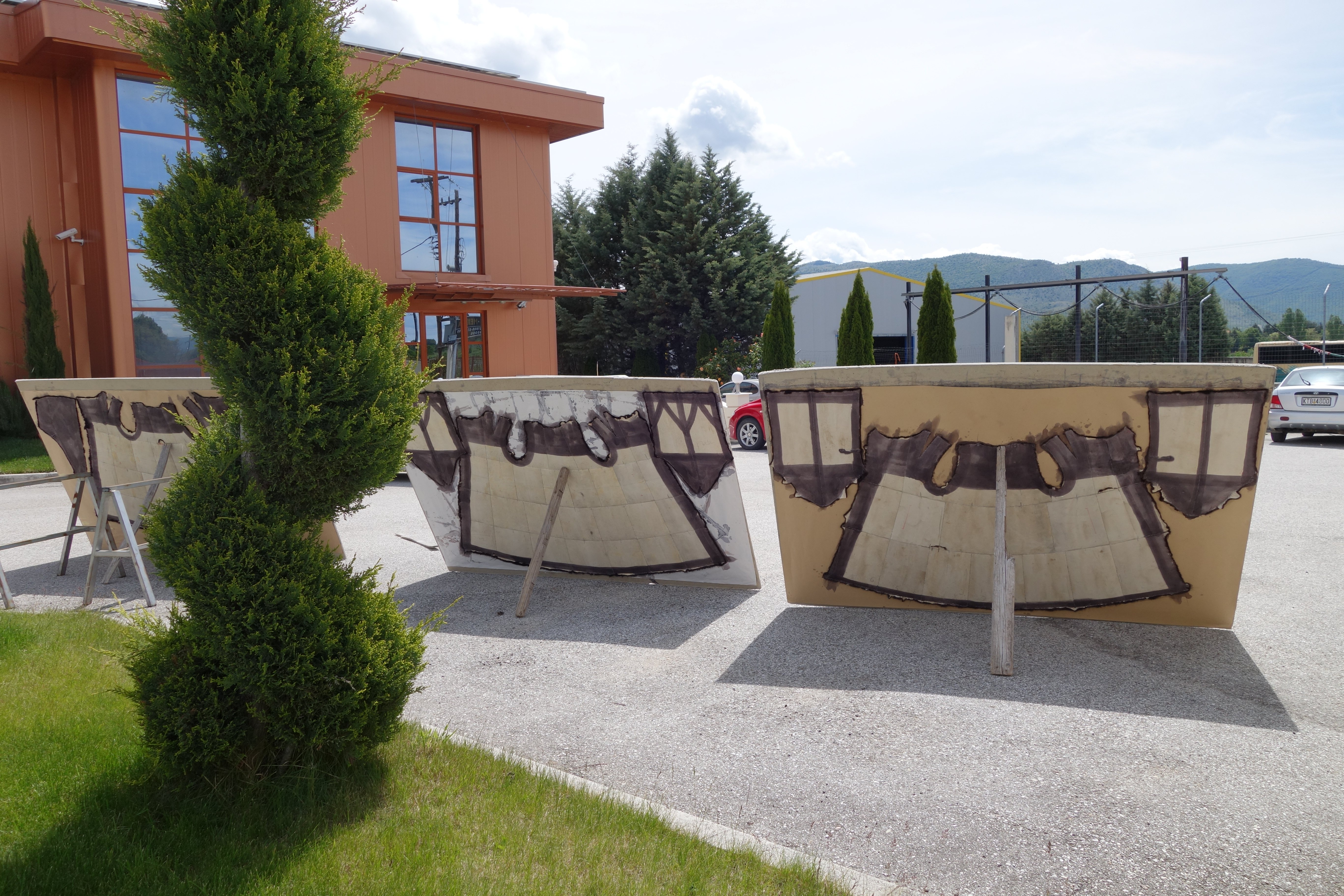
Gezweckte Nerzmäntel, zum Trocknen hinausgestellt (Griechenland, 2014)

### Übereinanderzwecken
Viele modische Schnittmuster machen es wegen Glocken oder Falten erforderlich, dass eingeschobene Weiten übereinander gezweckt werden müssen. Wenn möglich werden die dafür nötigen Einschnitte in bereits vorhandene Nähte gelegt, ansonsten wird das Fell an dieser Stelle eingeschnitten. Die Unterseite wird mit Reißzwecken oder mit einem Heftgerät festgezweckt. Das überschneidende Teil wird anhand des Schnittmusters aufgezeichnet, eventuell auf einem zwischengehefteten Papierstreifen, und dann entsprechend gezweckt. Eine Alternative ist das Um- oder Fassonzwecken.

### Um- oder Fassonzwecken

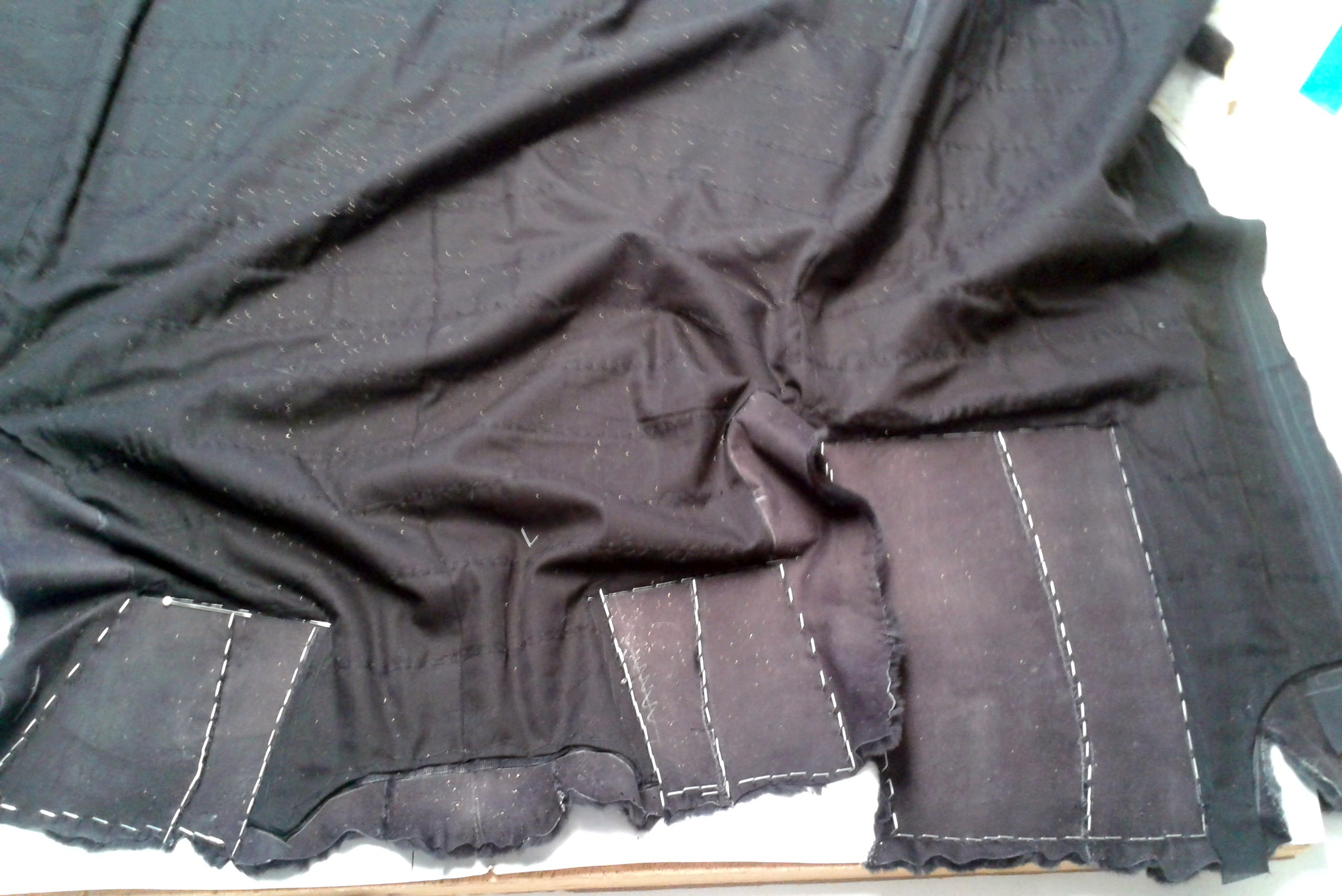
Um- oder Fassonzwecken von Rücken- und Brustabnähern

Während der Schneider zur Erzielung der Fasson Nähte benötigt – kleinere Formveränderungen kann der Maßschneider durch Formbügeln erzielen – hat der Pelzverarbeiter die Möglichkeit, dies nahtlos mit dem sogenannten Um- oder Fassonzwecken zu erreichen. Diese vor allem im Arbeitsablauf länger dauernde Arbeit – 1934 wurden, noch ohne Presslufttacker, für einen Fohlenmantel etwa zwei Stunden Mehrarbeit dafür veranschlagt, – wird bei flach- oder kurzhaarigen Fellarten angewendet, bei denen die Nähte auf der Haarseite unschön markieren würden. Besteht der Pelz jedoch aus sehr kleinen Fellen, können Abnäher und Überschneidungen des Schnittmusters durch minimale Verschiebungen meist in die vorhandenen Nähte verlegt werden und machen damit ein Umzwecken unnötig. Das Fassonzwecken ermöglicht die nahtlose Ausarbeitung von Taillenabnähern, Wölbungen usw. in Groß- und Kleinteilen.
Bei den kleineren Fellen sind es vor allem die als Breitschwänze bezeichneten Lammarten (Persianer-Breitschwanz, Indisch Breitschwanz und andere), die für das Umzwecken infrage kommen. Durch die ohnehin vorhandenen Fellverbindungsnähte kann hier beim Einrichten vor dem Zwecken jede beliebige Form vorbereitet werden, ohne dass zusätzlich Nähte entstehen. Bei großflächigen Fellen begrenzt die jeweilige Zügigkeit des Fellleders die Möglichkeit, durch Zwecken Weite herauszunehmen oder einzuschieben (Robbenfell, flache Fohlenfelle).
Umzwecken bedeutet, kurz ausgedrückt, ein Stück mehrmals aufzwecken, um ihm die gewünschte Form zu geben. Die Arbeit lässt sich in zwei verschiedenen Richtungen ausführen, längs oder quer. Bei Taillenabnähern ist dem Umzwecken in Längsrichtung der Vorrang zu geben, da hierbei Rücken- und Hüftrundungen entsprechend ausgearbeitet werden können. Der Arbeitsvorgang, beispielsweise für das Rückenteil eines Mantels oder einer Jacke, ist:
Das eingerichtete Rückenteil wird entsprechend dem Schnittmuster zunächst glatt aufgespannt, wobei die vorhandene Weite in der Taille zu verteilen ist.
Als Nächstes wird auf den abgetrockneten, abgezweckten Pelz das Rückenteil des Schnittmusters aufgezeichnet. Der Taillierungs-Längs„abnäher“ wird mit einem schmalen Textilband abgebändelt, so dass sich das Leder beim nächsten Zweckvorgang nicht ausdehnen kann.
Auf der Zweckunterlage werden die Seitenteile nebeneinander aufgezeichnet. Entlang der gebändelten Linie werden die Zweckstifte, möglichst feine Nadeln, durchgestochen und nach der neuen Schnittmusterkante, zunächst trocken, aufgezweckt. Ratsam ist es, einen sehr schmalen Streifen einer zähen Pappe beizulegen, so dass sich keine Unsauberkeiten an den Nadelstellen ergeben. Anschließend werden den seitlichen Fellteile angefeuchtet und glattgespannt. Bei mehreren Taillennähten wird der Vorgang entsprechend wiederholt.

### Trocknen
Das Trocknen der gezweckten Felle oder Pelze soll möglichst ohne zusätzliche Beschleunigungsmittel erfolgen. Auch einer direkten Sonnenstrahlung darf das feuchte Leder nicht ausgesetzt werden, dies kann innerhalb kurzer Zeit zu Verbrennungen führen. Wenn trotzdem künstlich erzeugte Wärme zu Hilfe genommen wird, muss sie der unterschiedlichen Empfindlichkeit der einzelnen Fellarten angepasst sein. Der durch Ventilatoren erzeugte trockene Luftstrom darf nur mäßig warm sein.

### Abzwecken

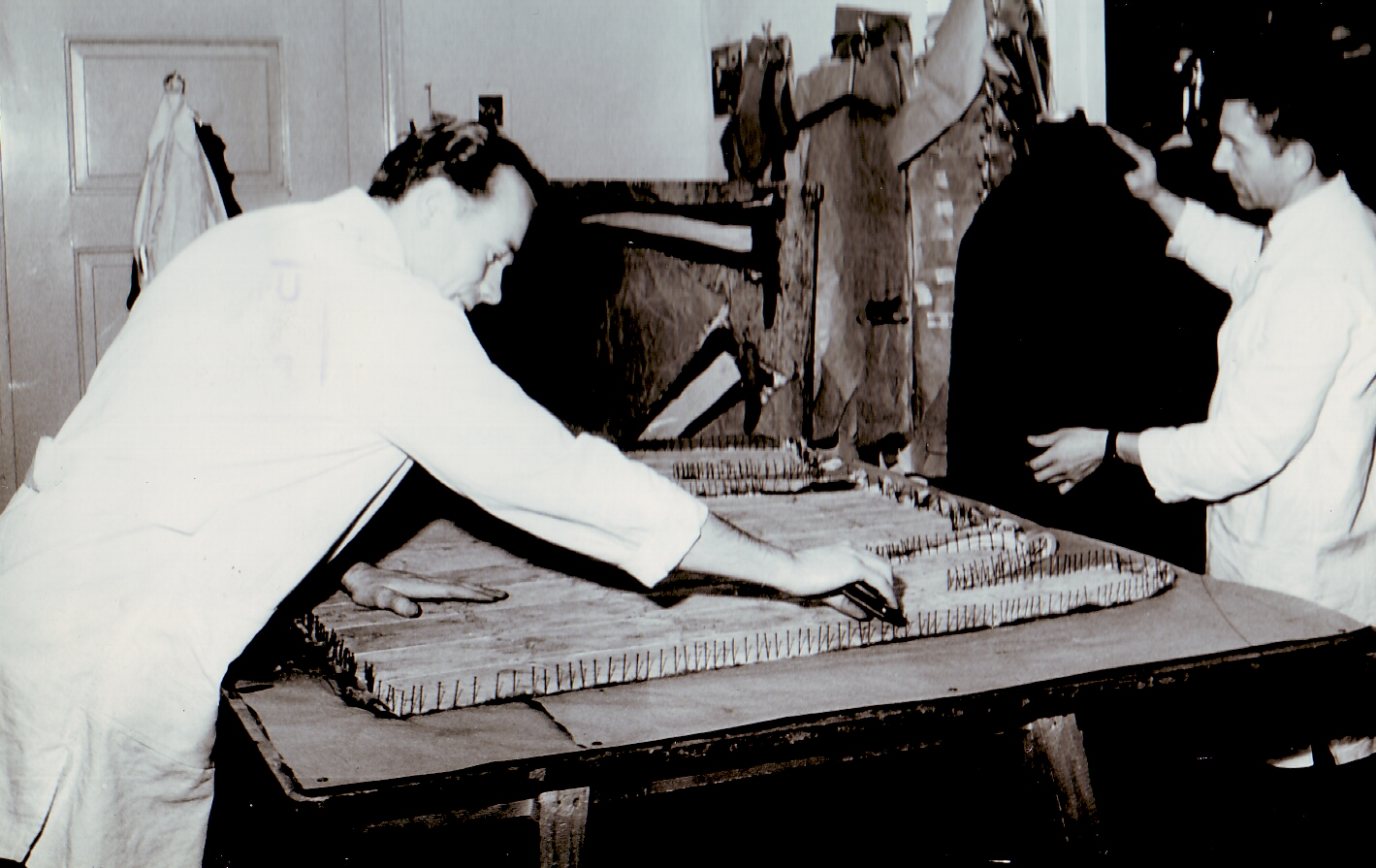
Abrollen des gezweckten Pelzrumpfs

Als Erstes werden nach dem Trocknen der gezweckten Pelzteile beim Abzwecken alle Zweckstifte und Zweckklammern entfernt, bis auf die an den Außenrändern. Zwecknägel oder Stecknadeln werden mit der Hand oder der Zweckzange herausgezogen, wobei beim Handausziehen die freie Hand jeweils die Kante festhält. Der Zweckstift wird dabei mit Daumen und Zeigefinger gegriffen, herausgezogen und mit dem hintergelegten Mittelfinger gehalten. Dies wird so oft wiederholt, wie die Hand die angesammelten Nägel noch festhalten kann, um sie dann zweckmäßigerweise direkt zurück in ihren Behälter zu befördern. Die für das Entnageln entwickelten Geräte, wie Abzweckschieber oder Abzweckkamm, sind nur bedingt brauchbar, bei Fellarten mit dünnem und zügigem Leder besteht die Gefahr, dass die Kanten ausgezogen werden oder sogar einreißen. Zweckklammern werden mit dem einfachen Abzwecker herausgehebelt oder dem breiteren Abzweckrechen herausgezogen.
Das abgetrocknete Fellleder weist gegenüber dem nur zugerichteten Fell eine größere Festigkeit auf, „Wasserhärte“ genannt. Um das Fell wieder in einen weichen Zustand zurückzuversetzen und um ein Einlaufen nach dem Abzwecken zu verhindern, wird es nach dem Absammeln der Zweckstifte oder Abkehren der Zweckklammern vor dem endgültigen Abzwecken weichgerieben. Das geschieht durch Reiben mit den Handballen (Verletzungsgefahr an abgebrochenen Zweckstiften oder Zweckklammern!), durch Abreiben mit dem Streckholz oder durch das Abrollen eines Nahtrollers, wenn nötig in Kombination aller drei Tätigkeiten, bevorzugt auf und ab der Richtung, in der das Fell am meisten gedehnt wurde. Insbesondere bei ausgelassen gearbeiteten Pelzen, bei denen sich beim Nähen mitgefasste Haare beim Schütteln mit der Schütteltonne auf die Lederseite durchgearbeitet haben, kann ein im Fachhandel erhältlicher übergroßer Radiergummi dafür verwendet werden, der dabei gleichzeitig diese Haare entfernt.
Auch wird empfohlen, das Pelzteil nach dem Abzwecken bis zum Abgleichen drei bis vier Stunden ausruhen zu lassen, da es zunächst noch in sich „arbeitet“, damit er sich „in das Maximum seines Hergabevermögens zurückziehen“ kann.

#### Abzweckwerkzeuge
Das Abzwecken von Zweckstiften kann ohne Werkzeug mit der Hand oder mit der Zweckzange erfolgen, das Entfernen der Zweckklammern geschieht in jedem Fall mit einem Handwerkszeug, dem Abzwecker.
Für das Herausziehen der Zwecknägel wurden im Wesentlichen zwei Geräteverfahren angewandt. Das einfachste ist das Herausziehen durch den mit einem Handgriff versehene Abzweckkamm. Er hat den Nachteil, dass es besonders leicht zu einem Ausziehen der Kanten kommen kann. Etwas mehr Sicherheit bietet das Schiebesystem, bei dem der Abzwecker beim Entnageln gleichzeitig gegen das Fellleder drückt. Die meisten dieser Abzwecker sind nicht für die dünneren Stecknadeln geeignet.

Abzwecker-Konstruktionen für Zwecknägel
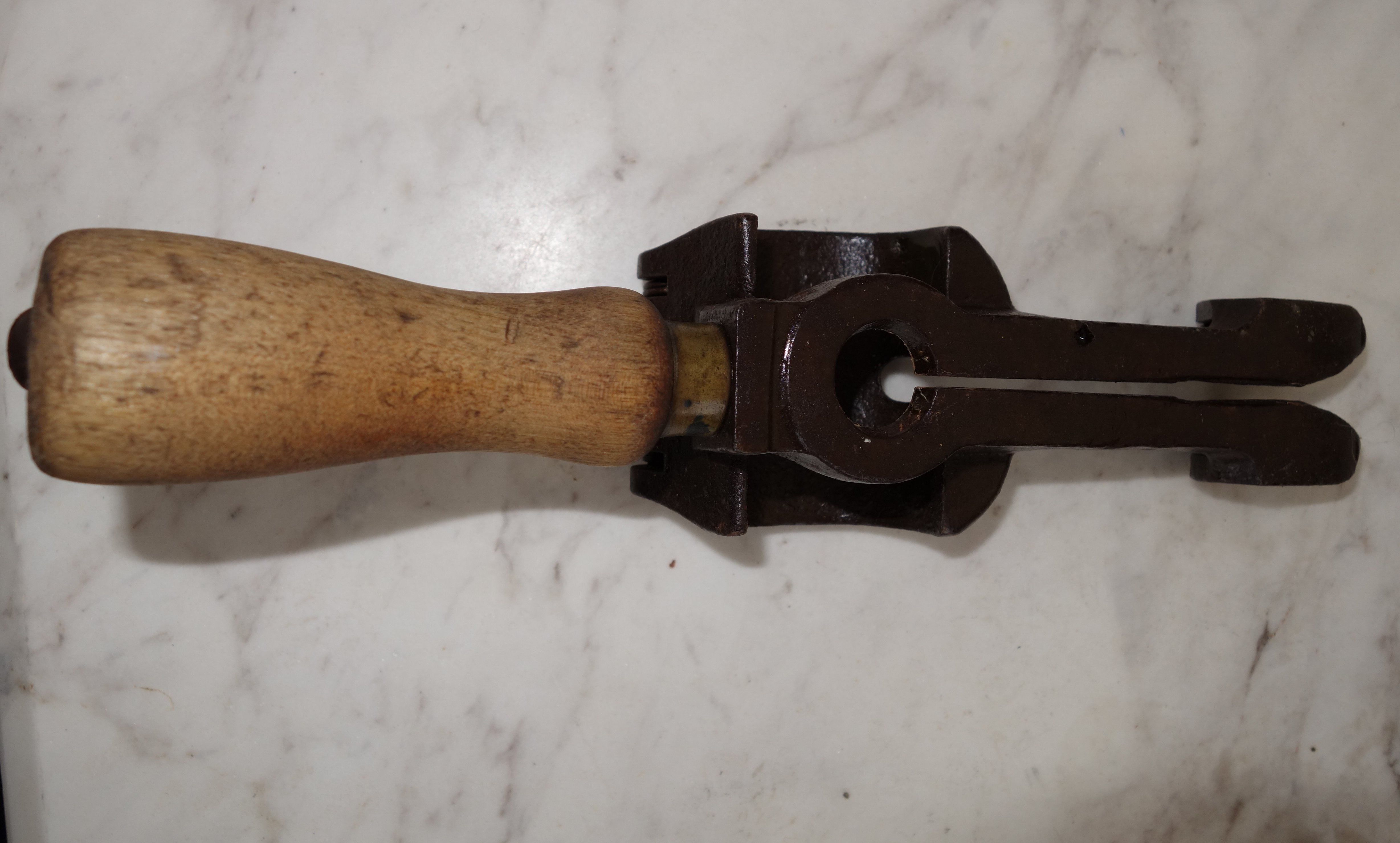
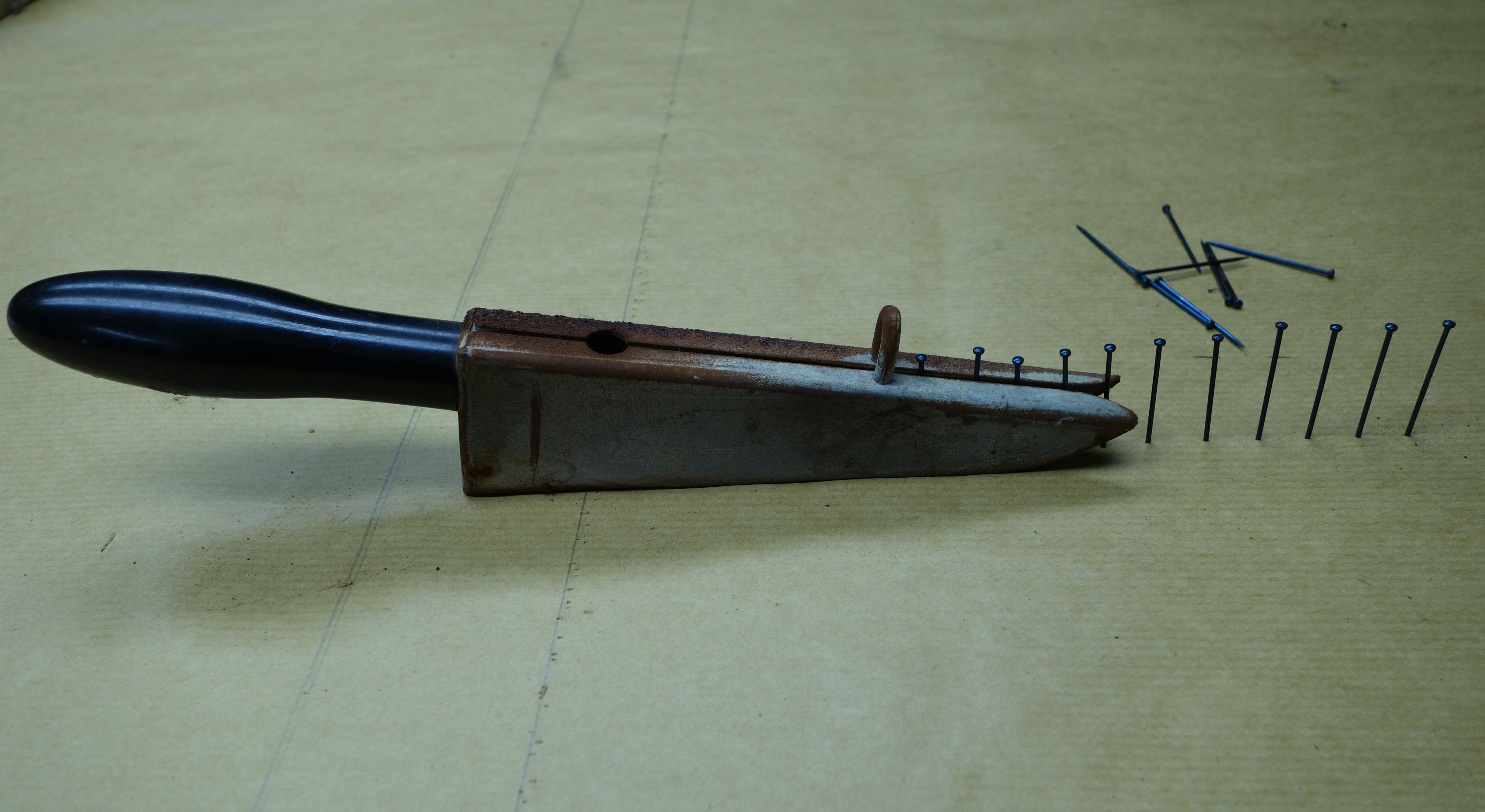
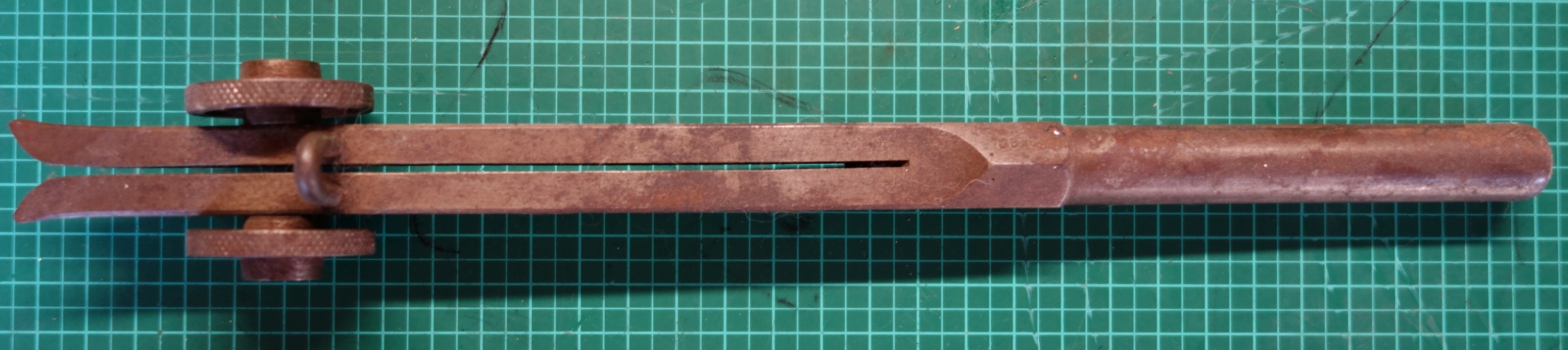
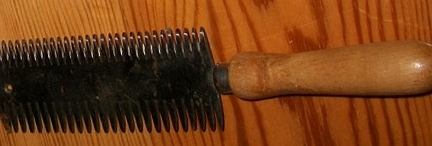

Das Entfernen der Zweckklammern geschieht entweder mit einem gezackten Abzwecker oder, wenn es das Fellmaterial zulässt, rationeller mit einem breiten Abzweckrechen, der mit federnden Stahlplättchen in die Klammern greift. Während sich auch mit dem schmaleren Abzwecker mehrere Zweckklammern gleichzeitig greifen lassen, werden für voll in das Fell eingeschlagene Klammern, zum Beispiel beim Übereinanderzwecken, neben dem schmalen Abzwecker auch einfache Hilfen benutzt, die jeweils nur eine Klammer entfernen.

Abzwecker-Konstruktionen für Zweckklammern
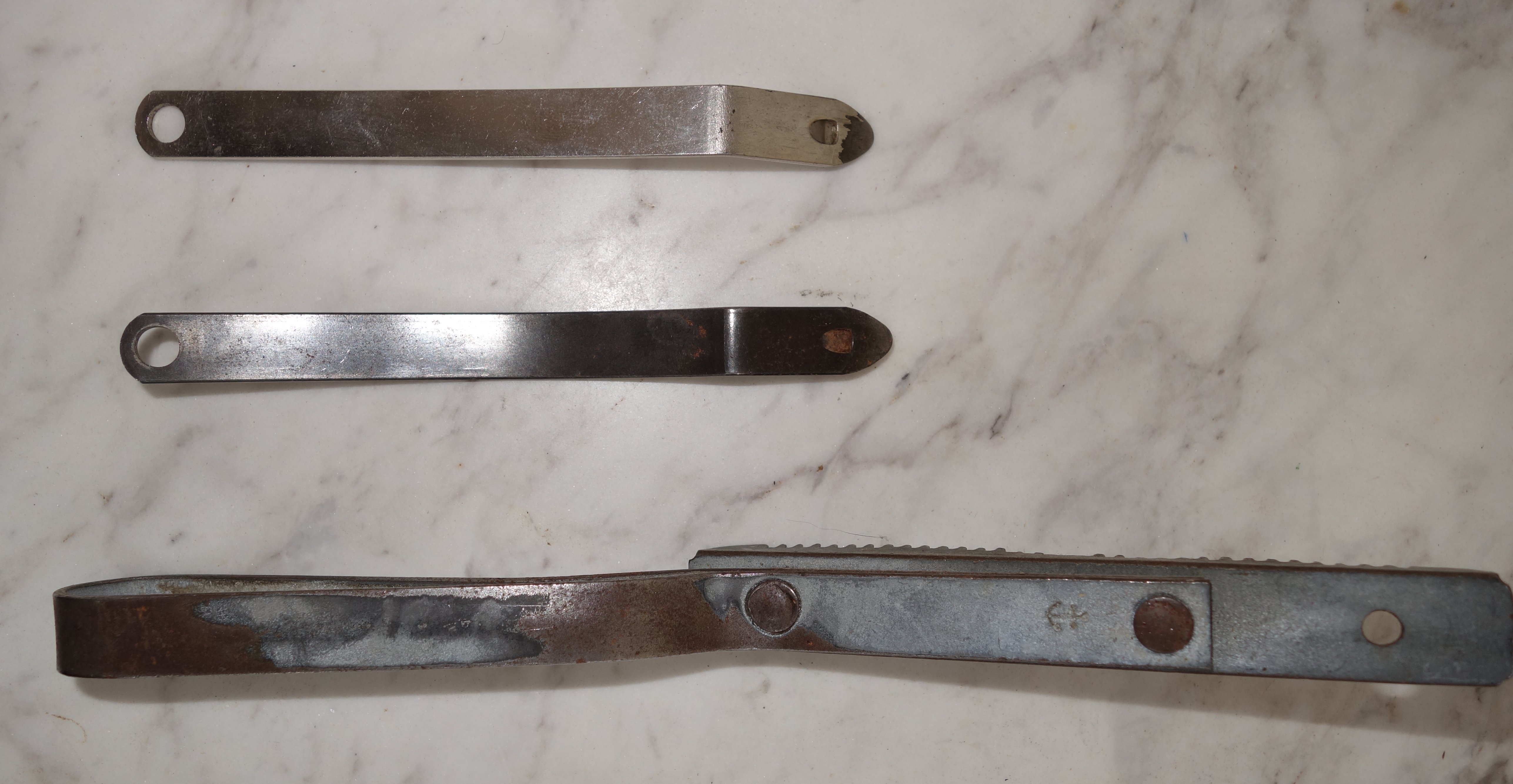
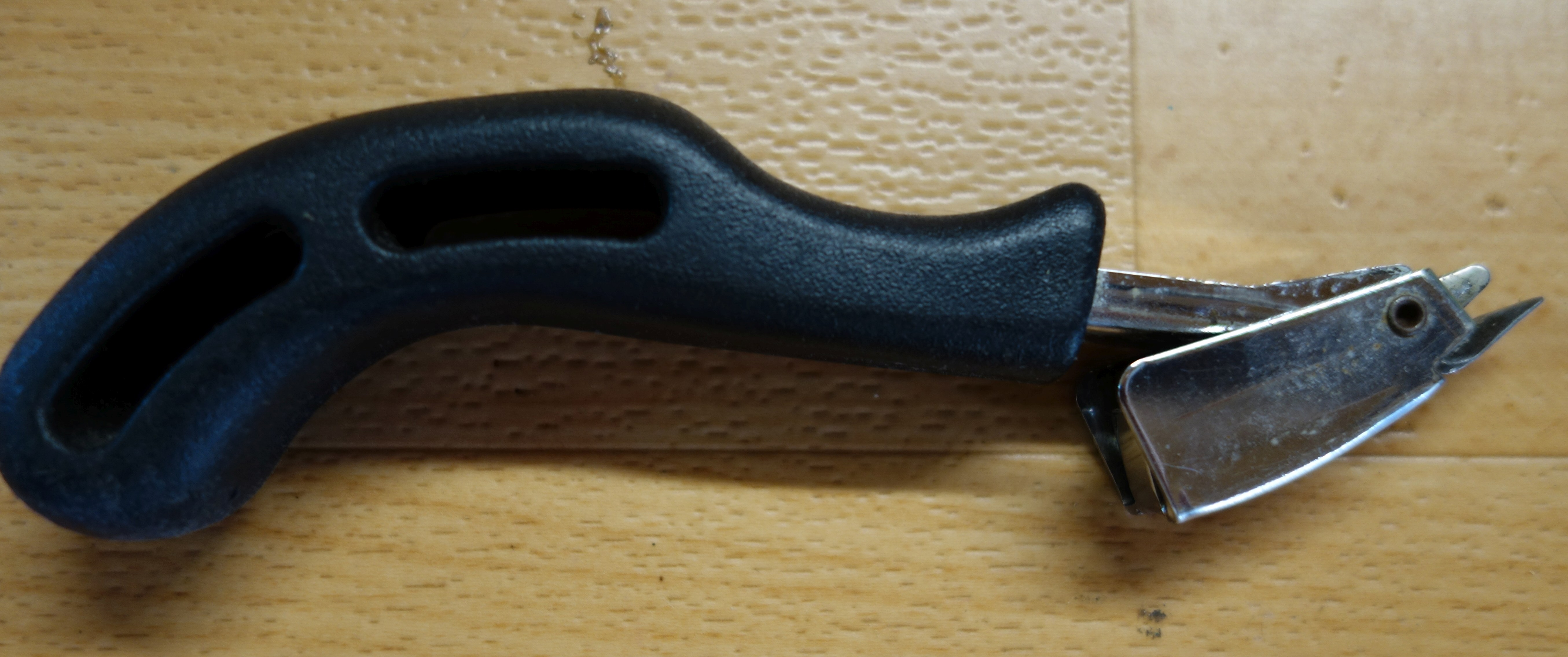
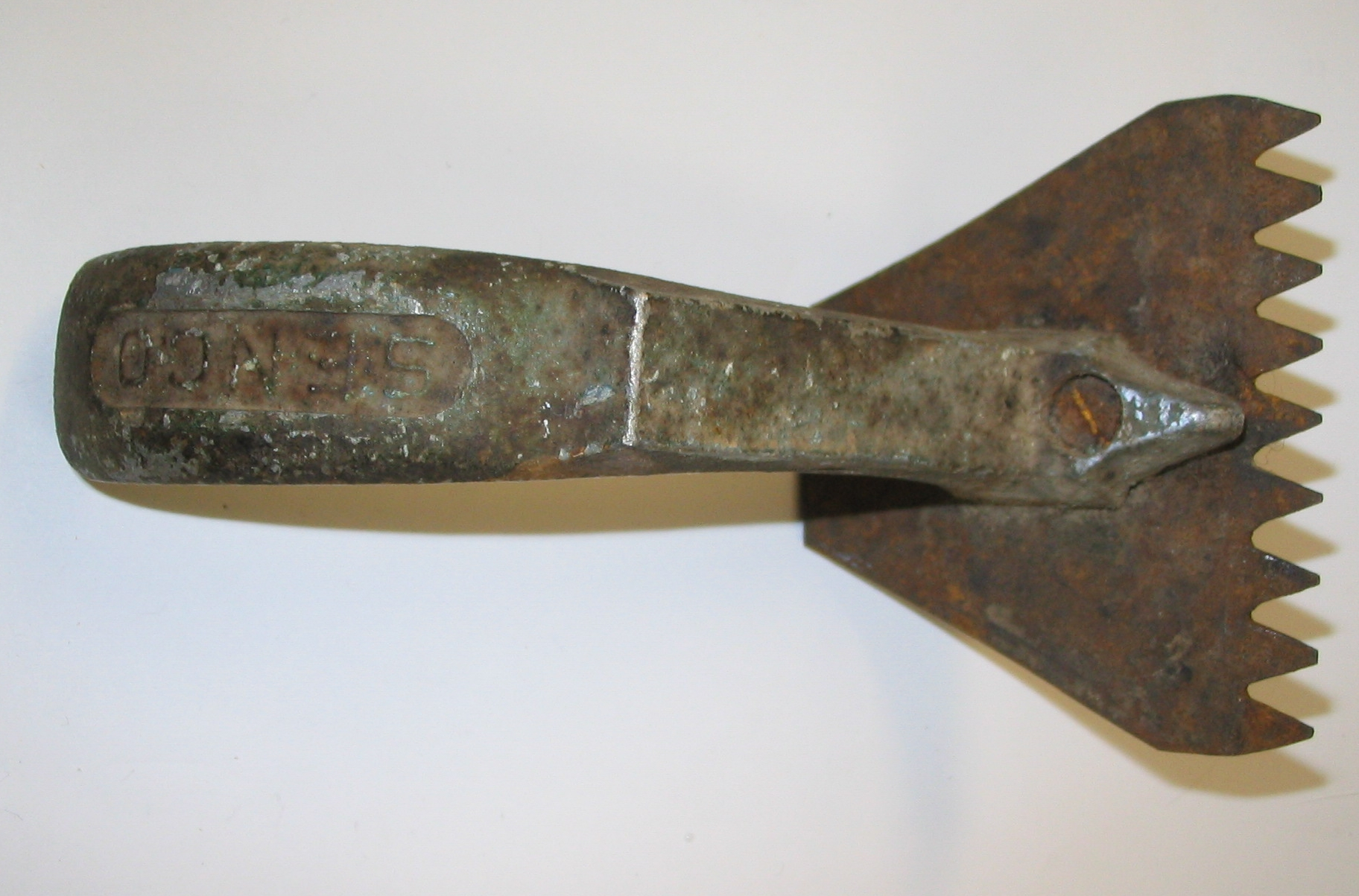
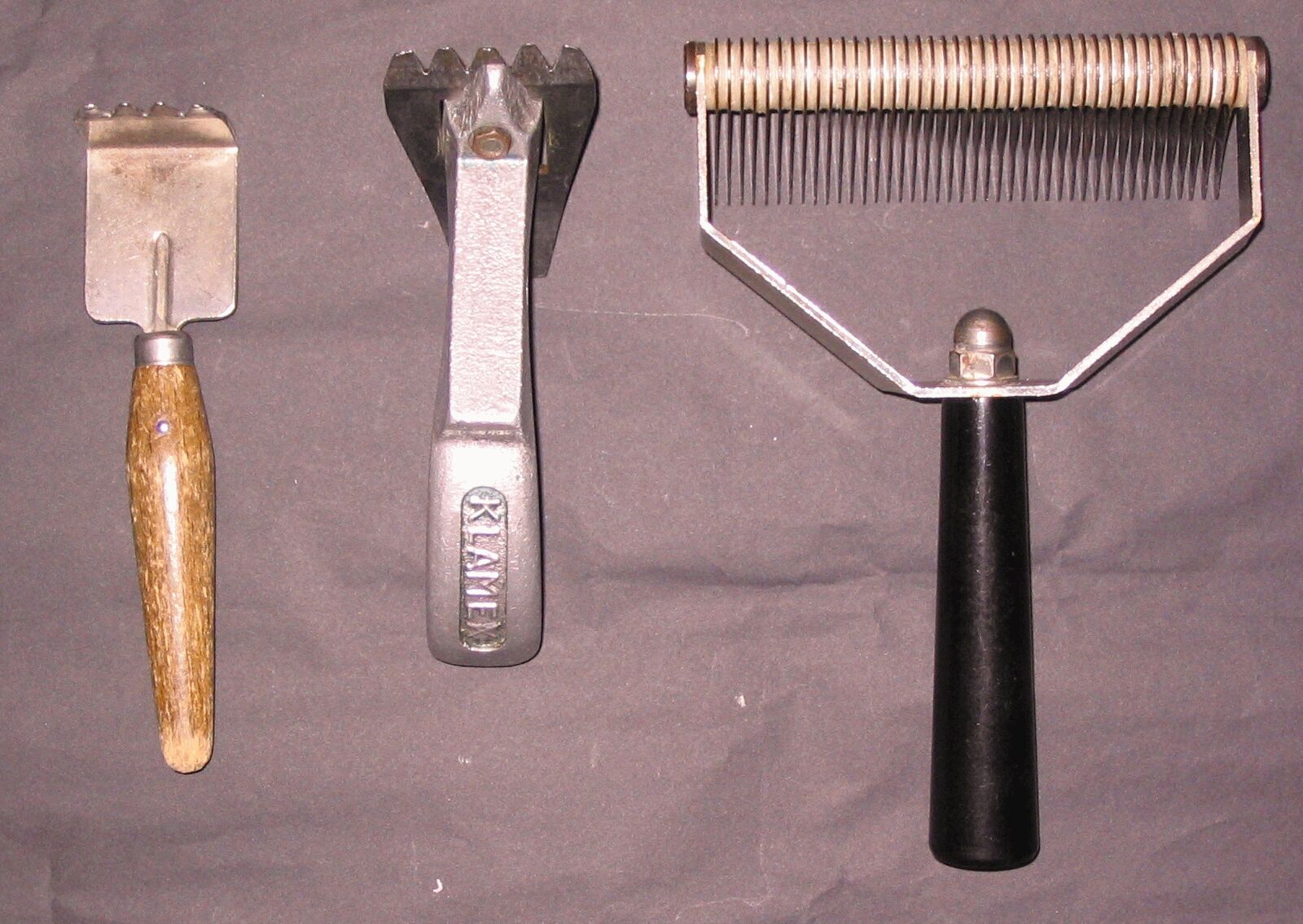
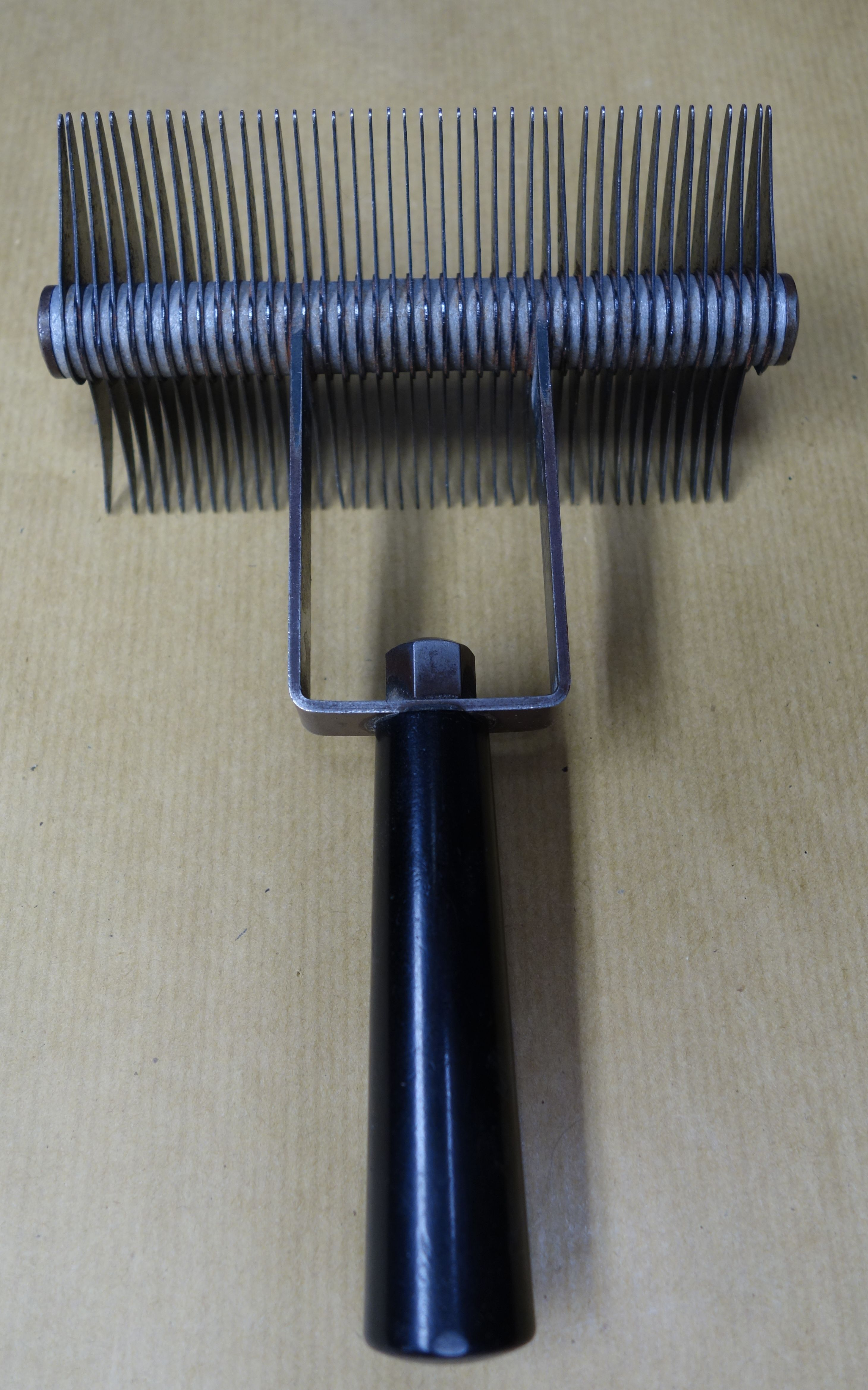

### Zweckwerkzeuge, Zweckhilfen
In der Frühzeit der Kürschnerei wurde nur mit einem Hämmerchen gezweckt, später mit Zweckzange und Nägeln. Insbesondere seit den 1960er Jahren wurden einige wesentliche neue Hilfsgeräte für den Kürschner geschaffen, die ein deutlich schnelleres Arbeiten ermöglichen.

#### Zwecknägel, Zweckklammern
Zwecknägel oder Kürschnerstifte sind schmale Nägel aus gehärtetem Stahl mit einer sauber ausgearbeiteten Spitze, um die Beschädigung des Fellleders möglichst gering zu halten. Die nach dem Aufkommen der Heftgeräte nur noch selten genutzten Zwecknägel waren zuletzt in zwei Varianten im Handel; mangels ausreichender Nachfrage werden sie jedoch inzwischen in Mitteleuropa wohl auch nicht mehr hergestellt. Vom Kürschner bevorzugt wurden gebläute Stahlnägel (35 mm lang), die jedoch im Lauf der Zeit trotz des Bläuens etwas Rost ansetzen können und für weiße Felle deshalb weniger geeignet waren. Silberfarbene Zwecknägel waren zwar rostfrei, hielten jedoch schlechter in der Zweckplatte. Dünnledrigere Felle werden mit rostfreien Stahlstecknadeln gezweckt, die häufig in zwei Stärken in den Betrieben vorhanden sind (die stärkeren, längeren sind 30 mm lang und 0,7 mm stark).
„Gesägte“ Heftklammern aus Stahl für Drucklufttacker weisen in den Enden abgeschrägte Spitzen auf. Im Kürschnerhandwerk gebräuchlich sind Klammern mit einer Breite von 7 mm und einer Höhe von 12 mm.

#### Zweckzange
Das wesentliche Werkzeug der Pelzverarbeitung des Kürschners beim Zwecken, sowie des Modisten beim Arbeiten mit dem Hutblock, ist die Zweckzange. Sie aus Stahl gefertigt und derzeit in Deutschland in drei Größen erhältlich (18,5 cm, 21,5 vm, 24,5 cm)(2017), die kleinste wird auch als „Modistenzange“ bezeichnet. Die Innenseiten der abgeflachten Greifbacken sind zum besseren Halten des Felles gerillt. Die äußeren Enden sind fischhautartig aufgeraut, um ein Abgleiten vom Nagelkopf zu verhindern. Die Schenkel der Zange sind ein- oder beidseitig nach außen gebogen; bei den meisten Modellen sorgt eine Fingerstütze, ein umgebogenes Griffende, für einen besseren Halt. Wie beim Zimmermannshammer kann sie an einem Ende eines Griffes eine Kerbe zum Ausziehen fest sitzender Nägel aufweisen. Die Zangengriffe mancher Ausführungen sind mit Kunststoff ummantelt.

#### Zweckpistole, Handtacker
Erstmals im Jahr 1964 kamen mechanisierte Nagelhilfen für die Kürschnerei in den Handel. Sie arbeiten nach dem gleichen System wie zum Beispiel die Pressluftnagler für Sattler oder Dekorateure. Anstelle der wiederverwendbaren Nägel oder Nadeln werden die Felle mithilfe von Hand- oder Federkraft, durch Druckluft oder durch Elektrotacker mit Zweckklammern auf der Zweckplatte gehalten. Die Zweckklammern sind höher als die haushaltsüblichen Heftklammern und werden beim Druckluftzwecken nicht völlig in das Leder geschossen, so dass sie sich beim Abzwecken leichter herausziehen lassen.

Zweckwerkzeuge
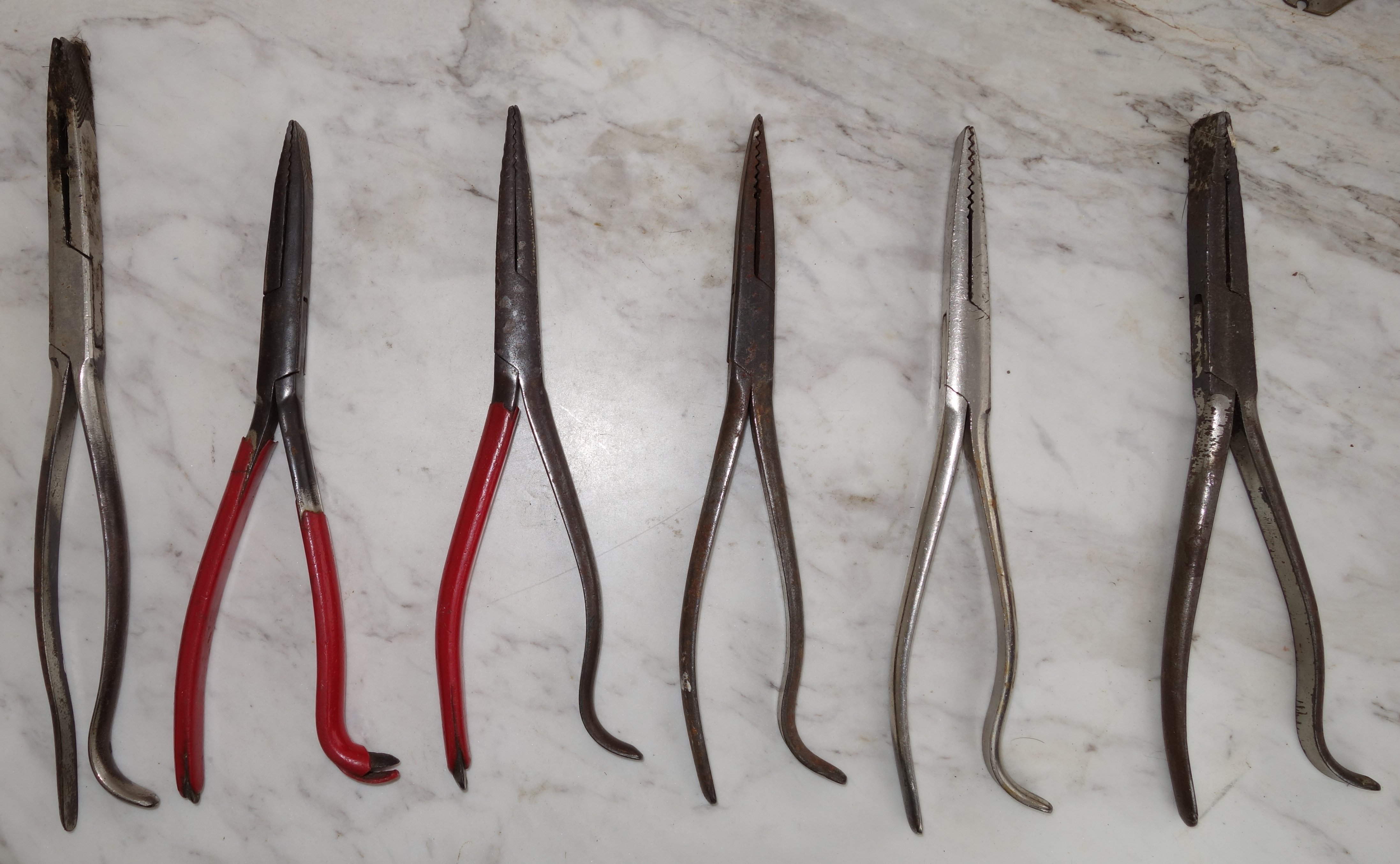
Zweckzangen
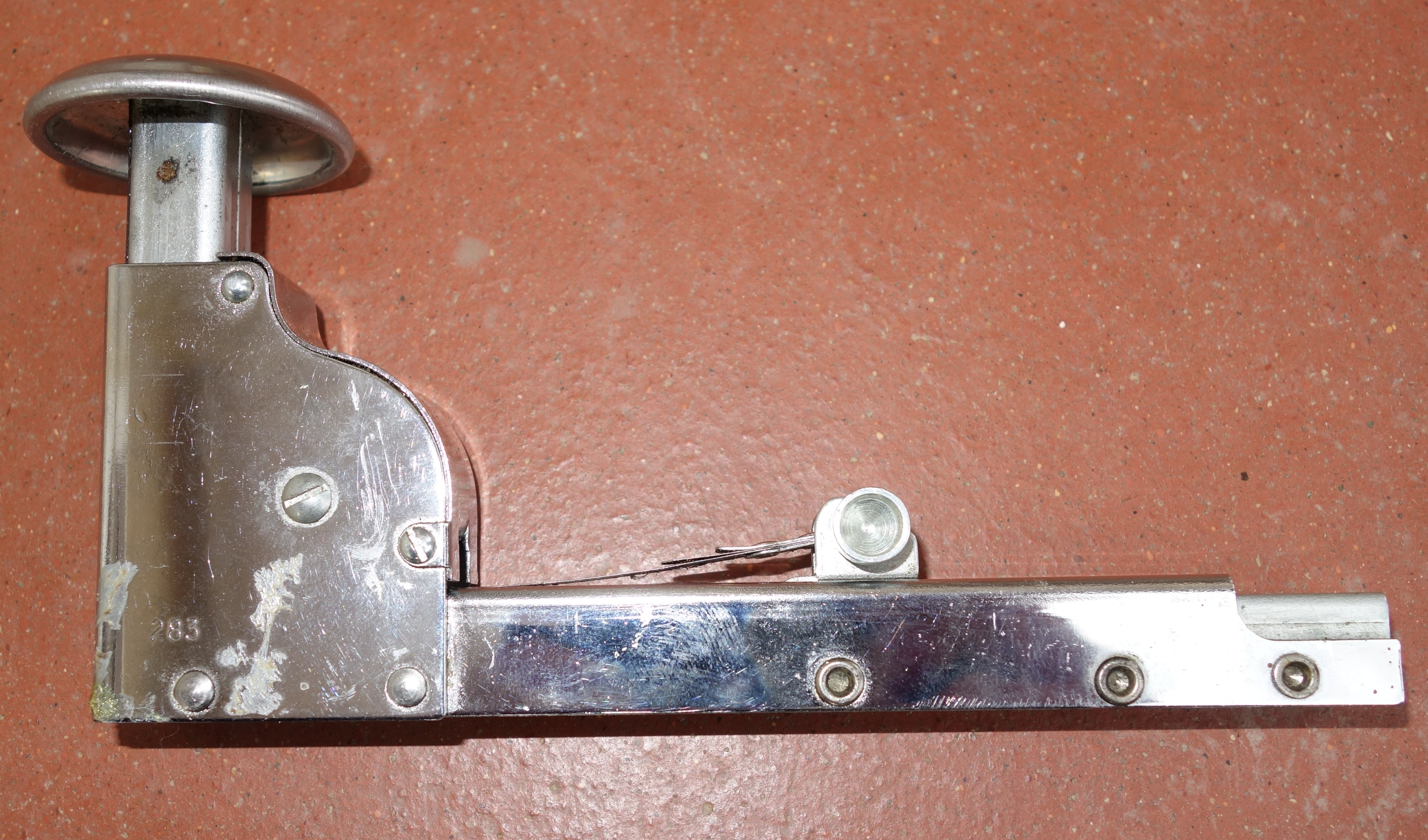
Handstapler
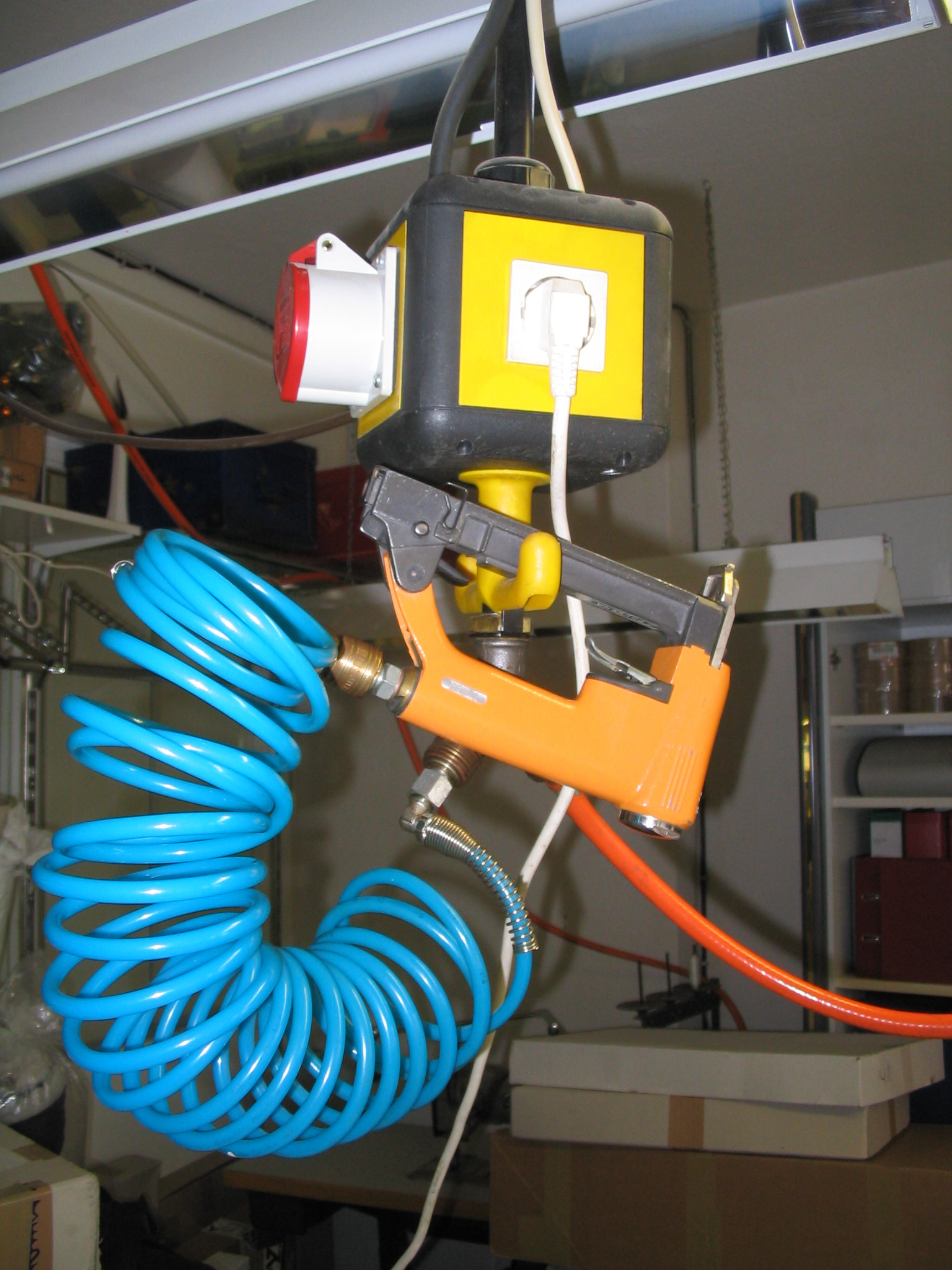
Druckluft-Zweckpistole

#### Zweckplatte, Zwecktisch
Die Zweckplatten, auf die die Felle oder Pelzteile aufgespannt werden, bestehen in der Regel aus geleimten Tischlerplatten aus mäßig weichem Holz, häufig Limba. Hieraus lassen sich die Zwecknägel oder Zweckklammern nach dem Abtrocknen am besten wieder herausziehen. Sie sind in jeder Kürschnerei in verschiedenen Größen vorhanden. Hochgestellt dienen die Platten auch zum Sortieren der Felle. Durch das Vernageln werden die Platten im Laufe der Jahre unbrauchbar und müssen ersetzt werden.
Neben den einfachen Holzplatten gibt es Zwecktische. Hier ist die Zweckplatte drehbar angebracht, so dass sie sich leichter wenden lässt, um auf der Rückseite weiter zu arbeiten. Unter der Platte, am Boden des Tisches befinden sich Infrarotstrahler und Ventilatoren, mit denen der Abtrocknungsvorgang beschleunigt werden kann. Im Normalfall sollten die Felle jedoch langsam abtrocknen (über Nacht), um das Versteifen des Leders möglichst gering zu halten. Außer den großen Zwecktischen, auf dessen Platten ein großzügiger, nicht zu weiter Mantelrumpf passt, gibt es für kleinere Pelzteile, wie Felle oder Ärmel, Tische mit drei prismenartig angeordneten, ebenfalls jeweils drehbaren Zweckplatten.
Eine abweichende Methode ist das Zwecken auf Holzfaser-Dämmplatten. Hier wird mit einem Handtacker mit kürzeren Klammern gezweckt. Auf die Dämmplatte kommt ein kräftiges Papier, worauf das Schnittmuster aufgezeichnet wird. Die Besonderheit dabei ist die Arbeitszeitersparnis beim Abzwecken. Dazu wird das zwischengelegte Papier von der Dämmplatte abgehoben und die Zweckklammern werden durch Klopfen mit einer Bürste auf den Pelz herausgedrückt. Wegen des geringeren Halts der Klammern in der weichen Dämmplatte müssen die Klammern eventuell etwas dichter als auf der Holzplatte getackert werden.
Eine Zweckhilfe für Felltafeln und Fellstreifen war die als Reichspatent geschützte Spannplatte „Pelletent P“. 1951 als „denkbar einfach“ angepriesen, scheint sie jedoch vom entsprechenden Handwerk nicht erkennbar aufgenommen worden zu sein. Bei ihr entfiel das Einschlagen von Zwecknägeln, sondern die Nägel waren auf Nagelleisten mit den Spitzen nach oben bereits vorhanden: „Die Spannplatte wird mit den Nagelleisten nach oben auf den Tisch oder auf Böcke gelegt. Mit Hilfe des Schraubenschlüssels entfernt man die beiden Nagelleisten durch Ausschrauben der wenigen Schraubenmuttern. Die bewegliche Längsleiste befestigt man in der gewünschten Breite und man kann schon damit beginnen, das Pelzwerk an der vorhandenen Schmalseite ohne oder mit Benutzung der Kürschnerzange über die Nadelspitzen zu spannen. Da der Arbeitsgang genau derselbe ist wie bei dem bisher üblichen Zwecken, so ergibt sich von selbst der geeignete Augenblick, in dem die abschließende Oberleiste eingeschraubt und die Arbeit beendet werden kann.“ Das sonst aufwändige Abzwecken war durch einfaches Abheben des gezweckten Teils dabei, nachvollziehbar, besonders einfach und zeitsparend.

Zweckplatten und Zwecktische
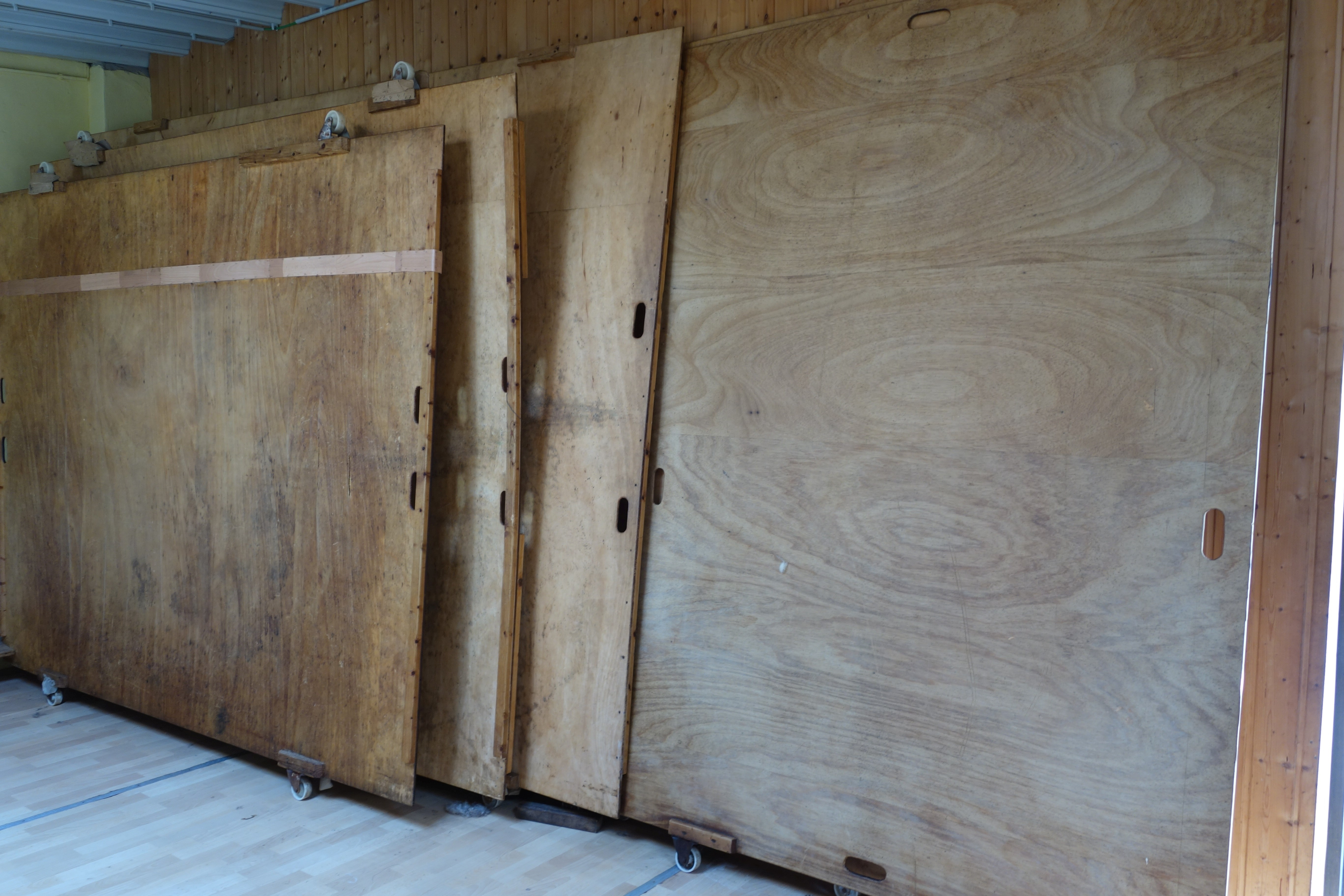
Große Zweckplatten mit Rollen
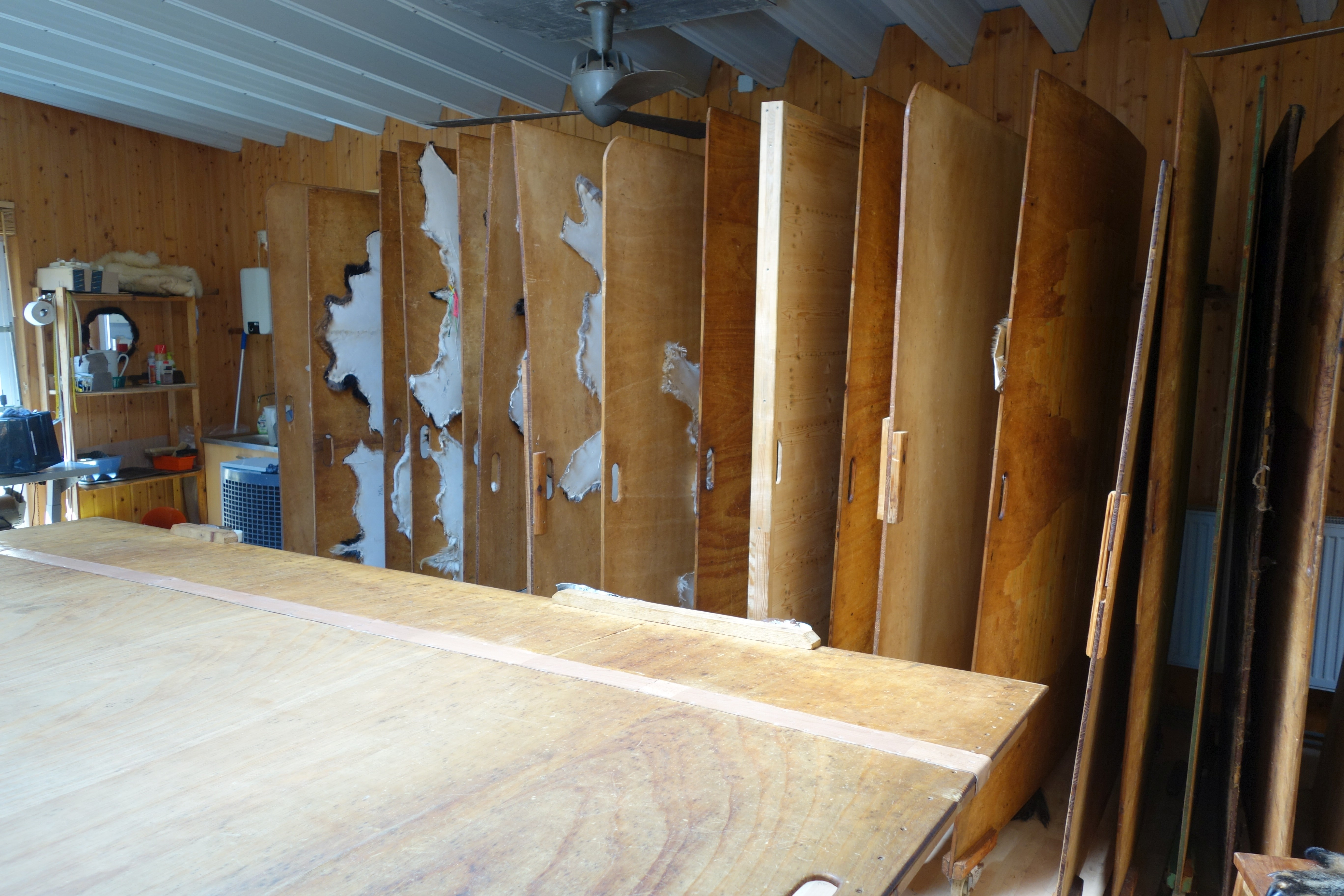
Zweckplatten in Trockenständern
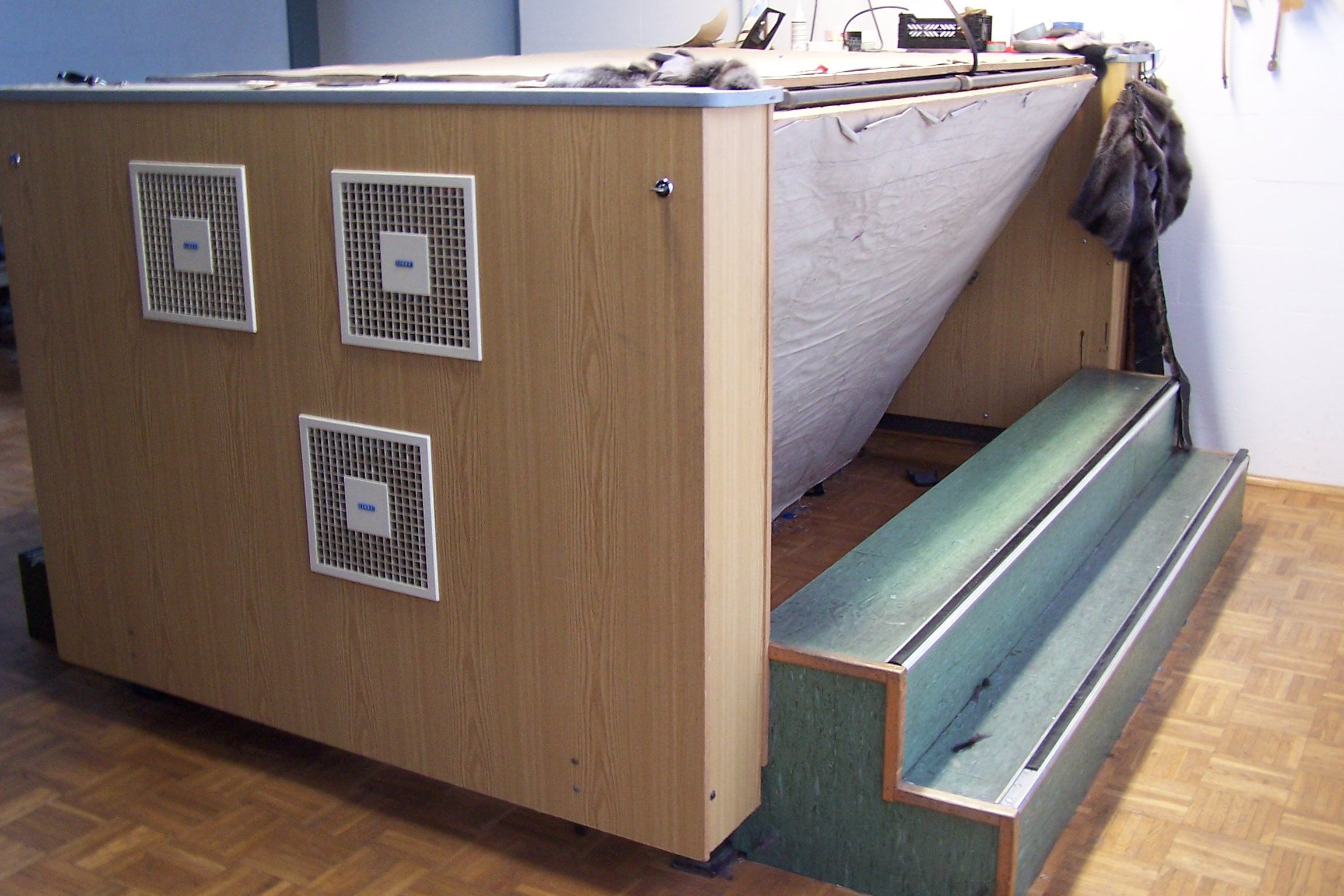
Kleiner Zwecktisch mit drei Zweckplatten
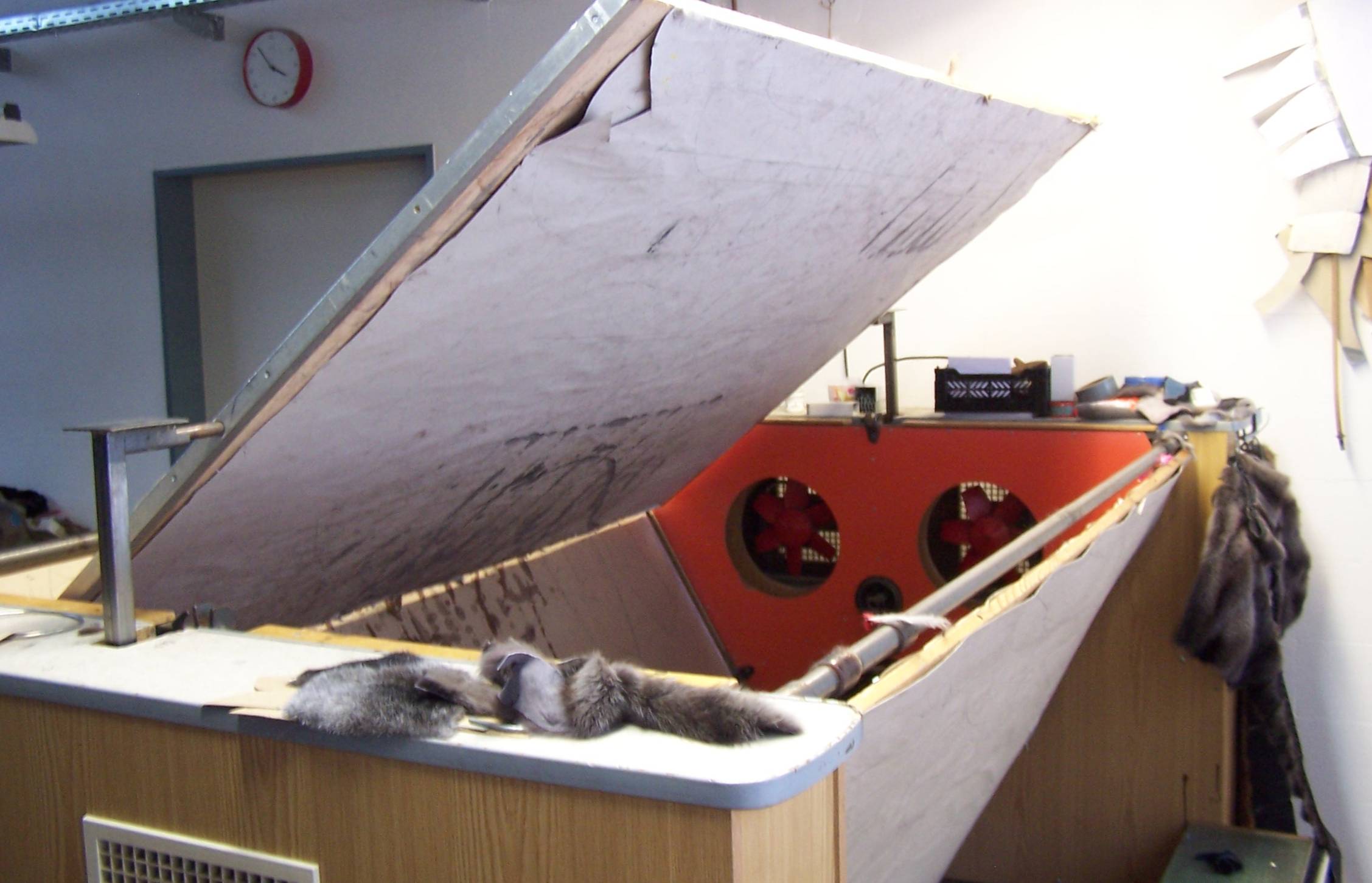
Der kleine Zwecktisch, eine der drehbaren Platten

#### Muffblöcke (Muffstöcke), Hutblocks und Kollier-Kopfformen
Gerundete Formen, wie sie Kopfbedeckungen und Muffe aufweisen, lassen sich nur unvollkommen mit Hilfe von Abnähern im flachen Zustand nachbilden. Muffblöcke und Hutblöcke aus Holz oder Holzmasse, auf die die Pelzteile gezweckt werden, ermöglichen eine perfekte Ausformung. Bei Kappen und Hüten mit doppeltem oder fassoniertem Rand werden Kopf und Rand separat gespannt.
Für die Herstellung von Pelzkolliers, Pelzschals mit ausgearbeiteten Köpfen, werden für die Köpfe besondere Formen verwendet. Kopfformen aus Pappe verbleiben im Kollier, solche aus Holz werden nach dem Trocknen entfernt und vielfach verwendet.

Muff- und Hutblöcke
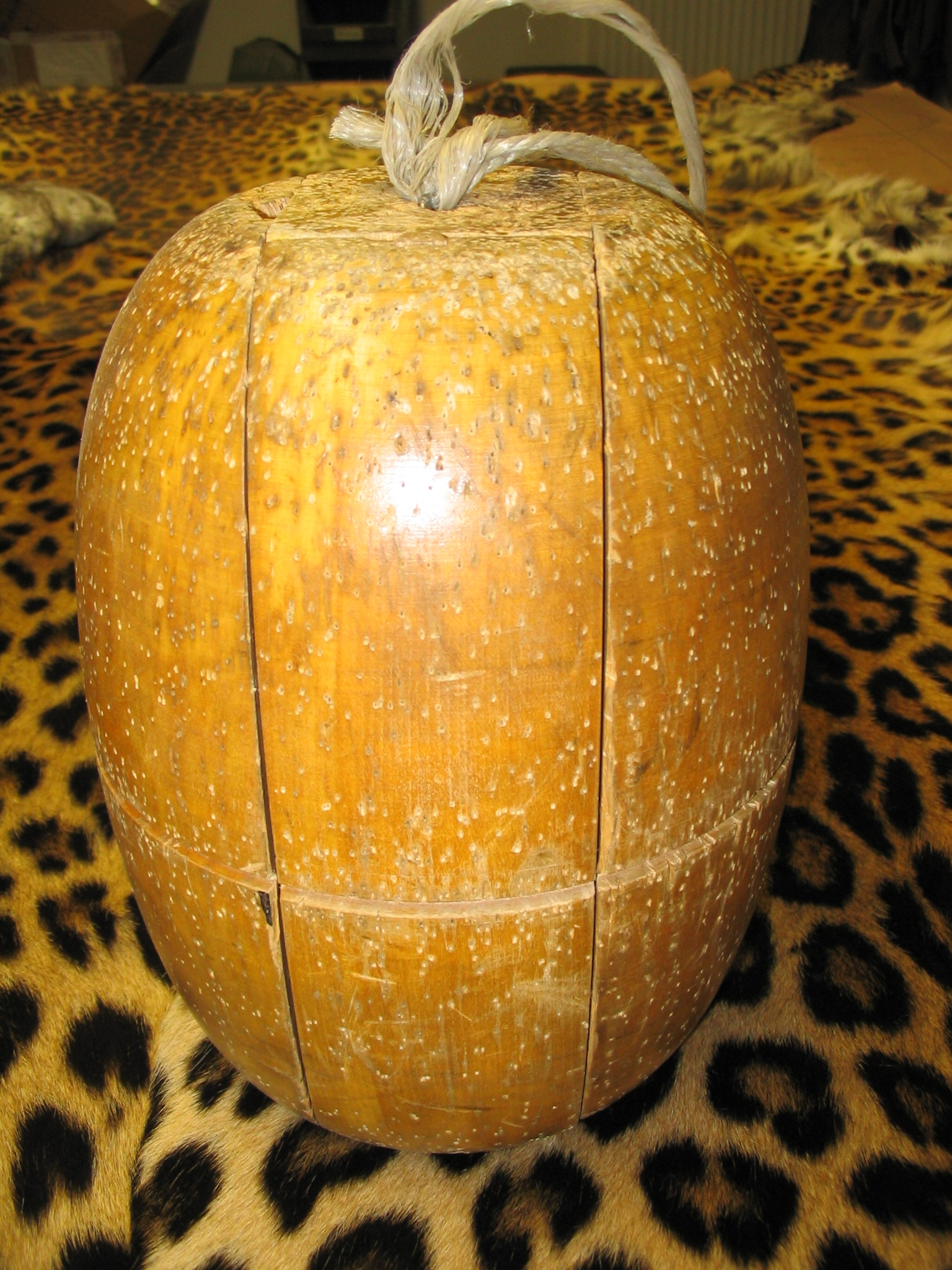
Tonnenmuff-Block
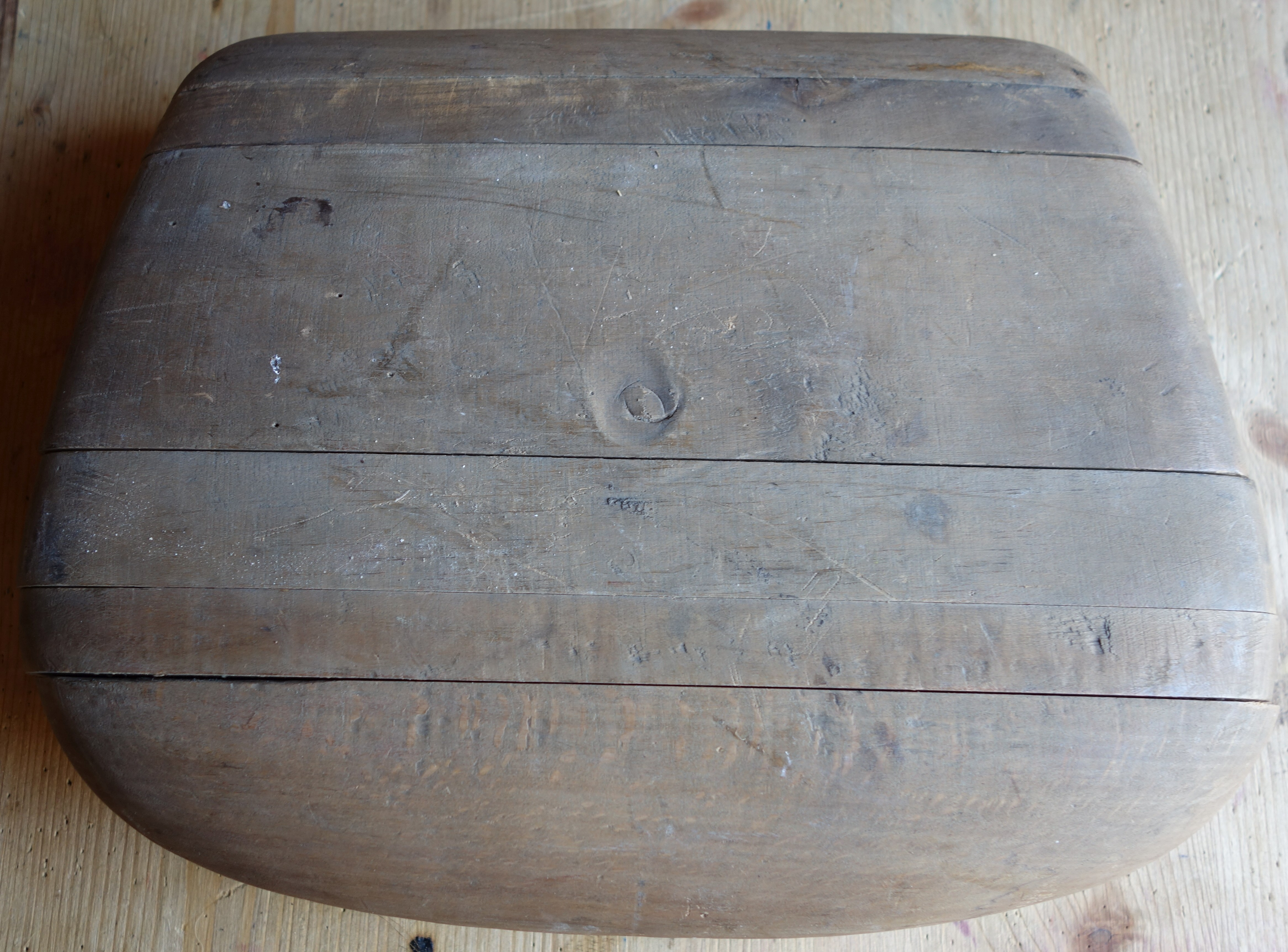
Mufftaschen-Block
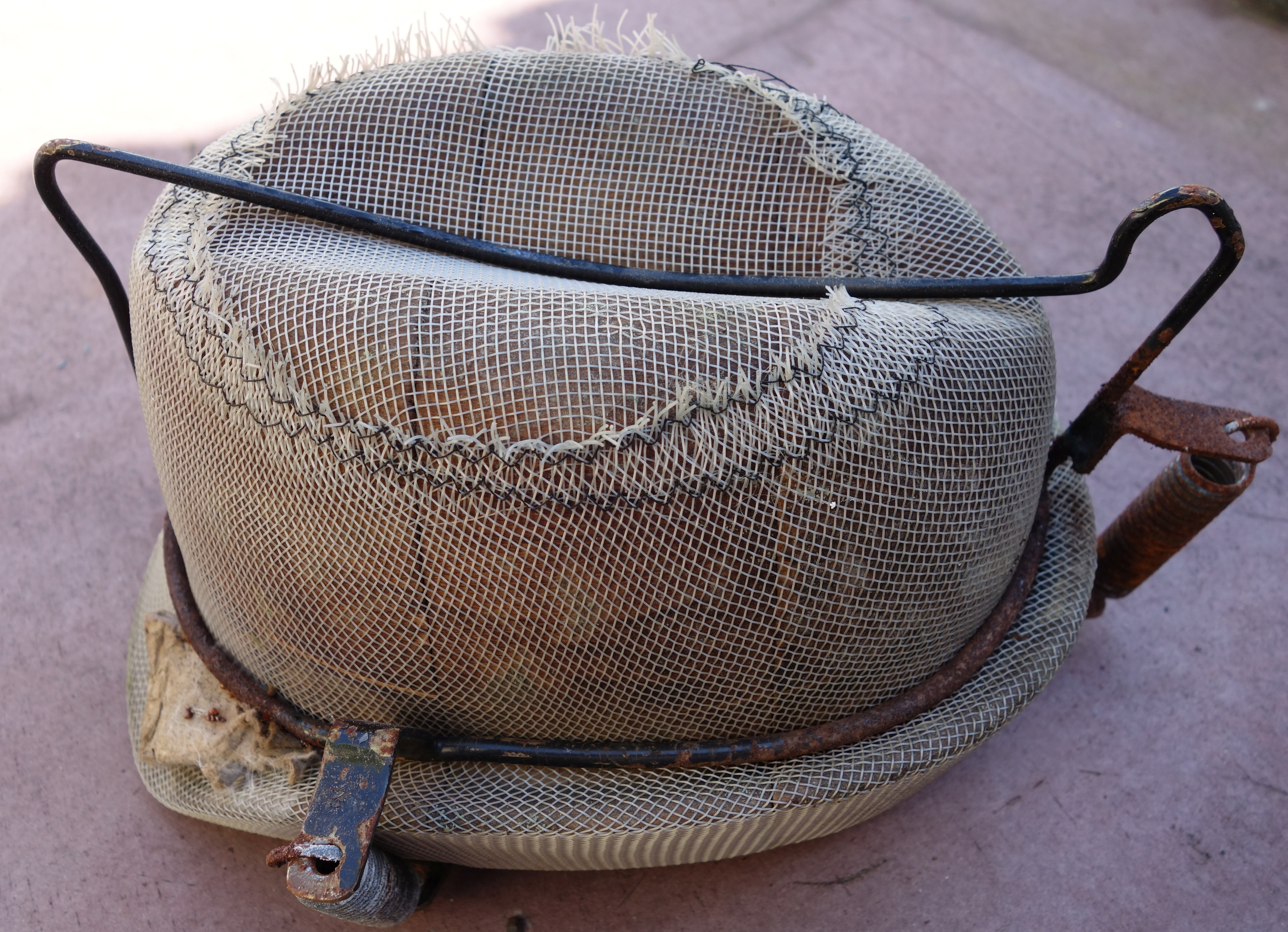
Hutblock mit Anpressfeder
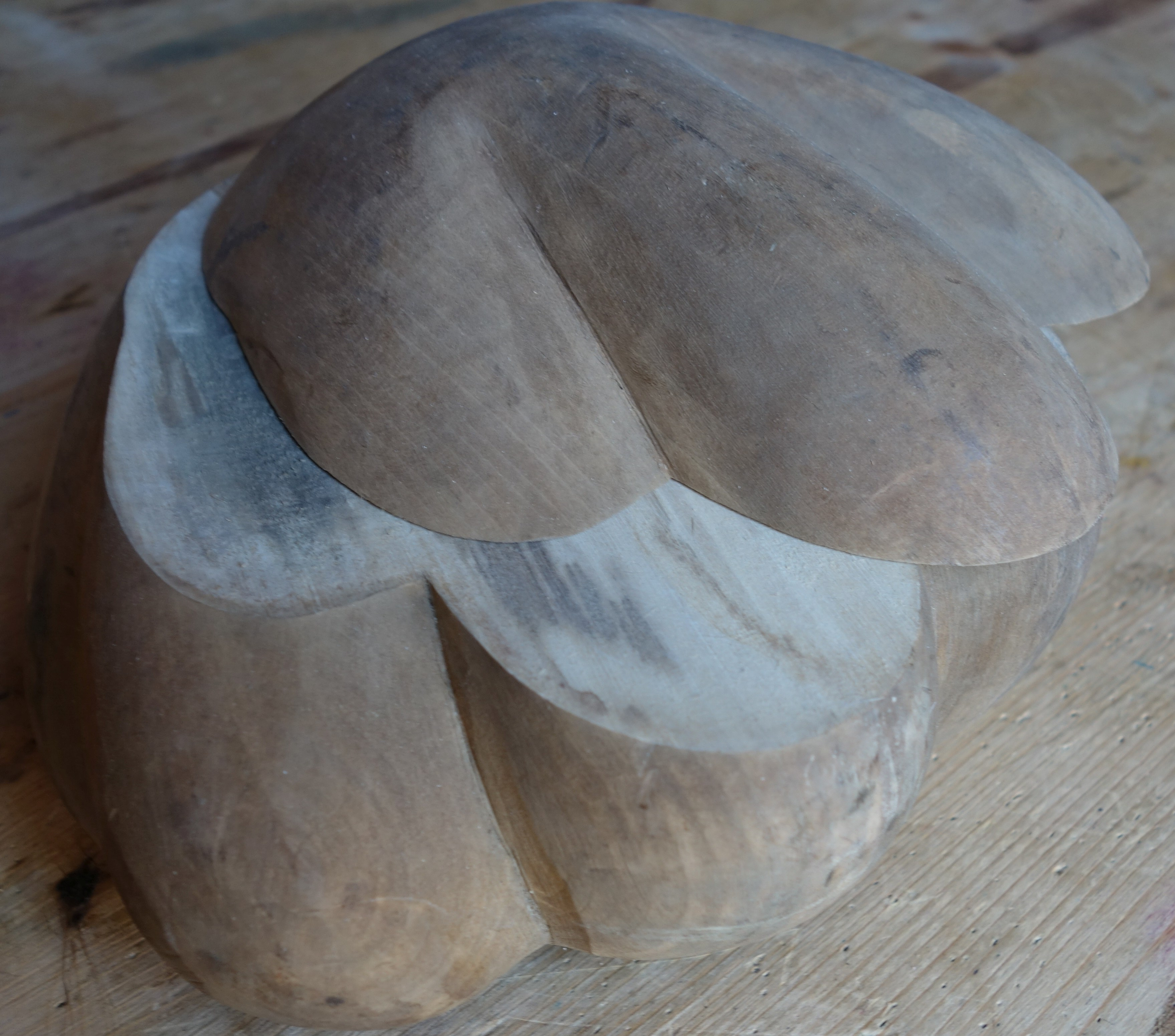
Block für eine Pelzhaube
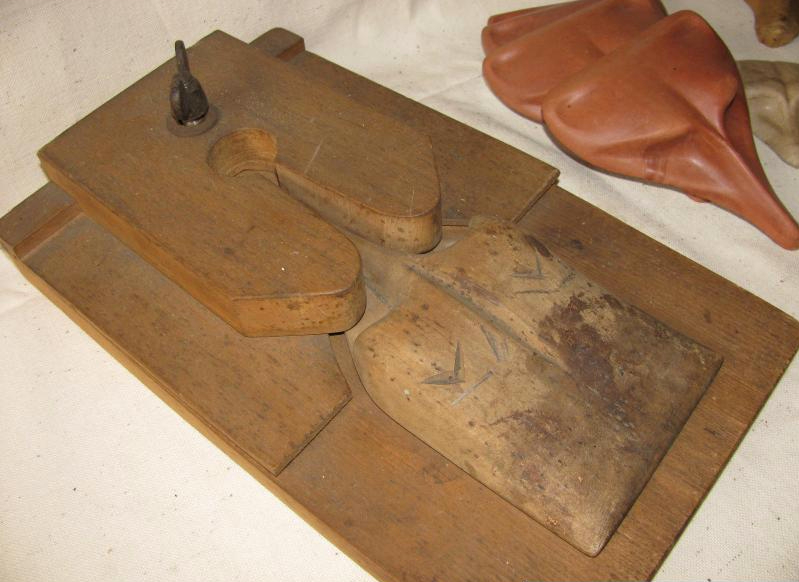
Fuchs-Kopfform in einer Presse, dahinter Pappformen
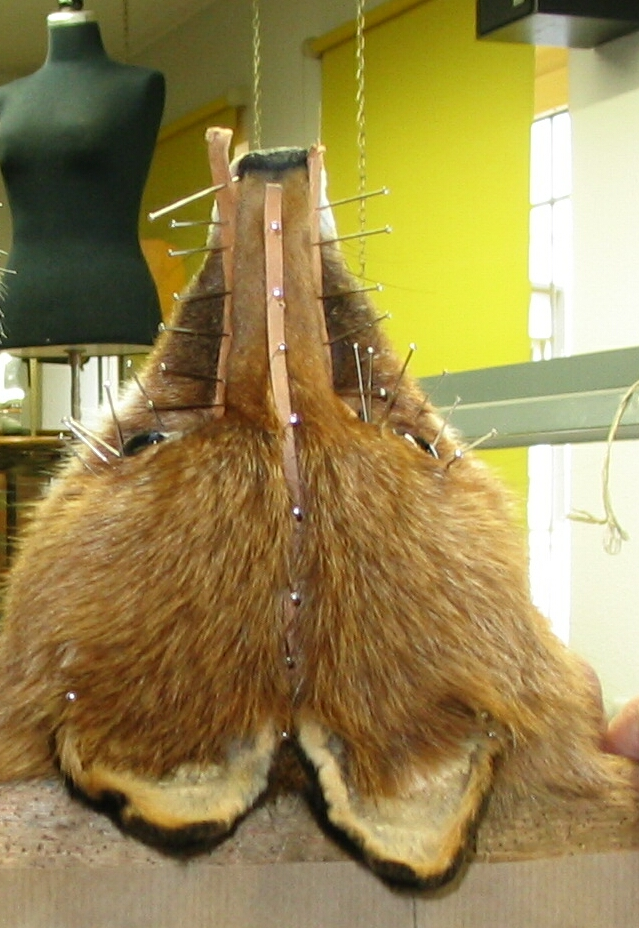
Gezweckter, ausgearbeiteter Rotfuchskopf

#### Zweckschiene
Zum Geraderichten der Nähte dienen Zweckschienen aus Leichtmetall. Sie sind meist mit einer Zentimeterskala versehen, üblich sind Längen von 100 und 120 Zentimeter.

#### Zweckkeil

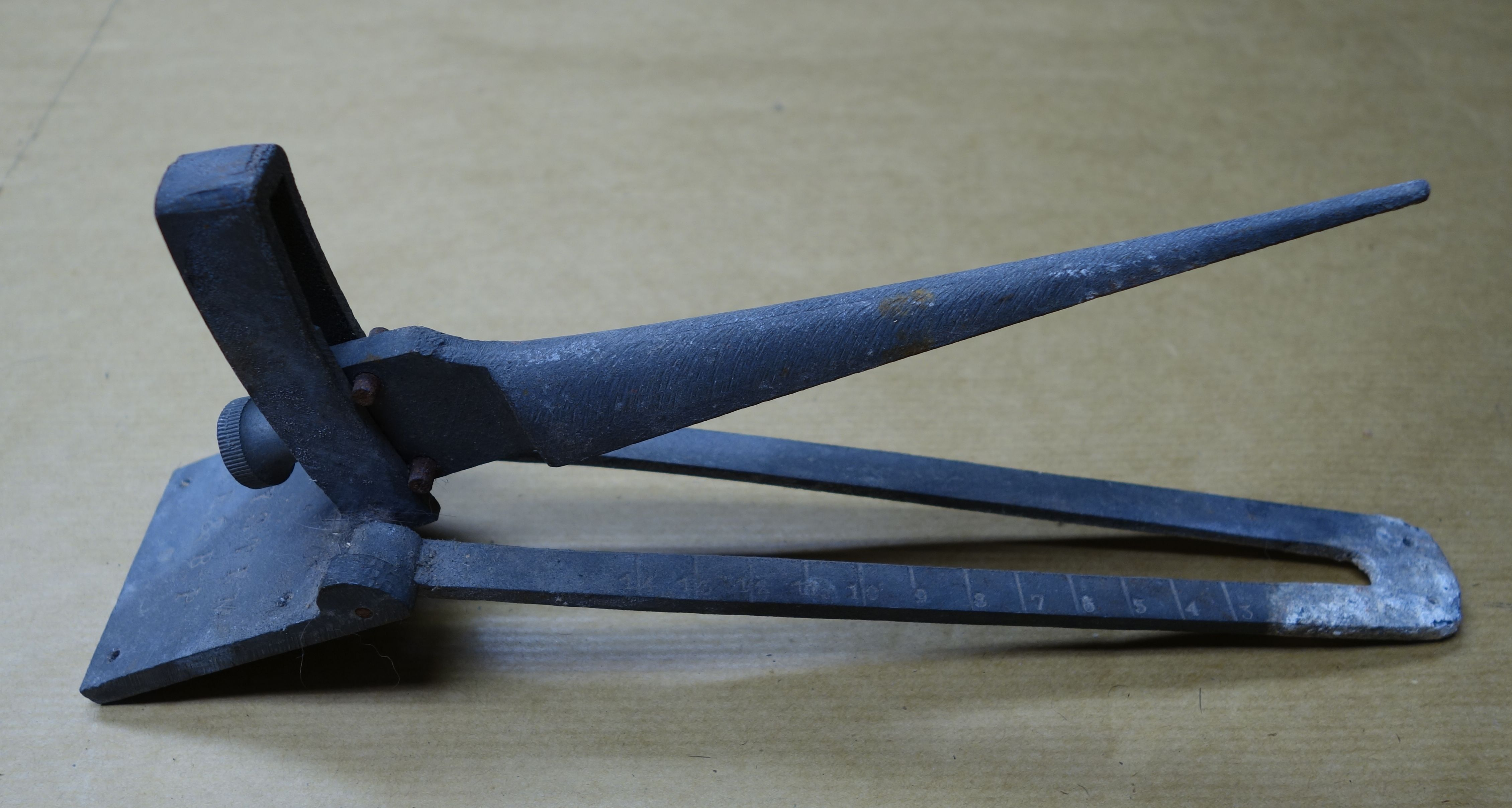
Zweckkeil aus Metall

Anstelle des Übereinanderzweckens von kleineren Überschneidungen kann die Weite auch durch das Unterlegen eines Keils erzielt werden. In der benötigten Weite wird ein Keil aus einer festen Pappe untergeschoben und auf der Lederseite beidseitig mit Pappstreifen aufrecht gehalten. Diese wenig genaue, nicht als wirklich fachgerecht angesehene Methode wird vor allem bei der konfektionierten Serienfertigung angewendet. Früher stellte der Handel hierfür auch wiederverwendbare Metallkonstruktionen zur Verfügung, auch wurden Holzkeile benutzt. Nach dem Abzwecken müssen die Knickstellen verbügelt werden.

#### Zweckhilfe
Die flüssige Zweckhilfe, früher auch als „Kürschnermilch“ oder „Kürschnerbutter“ bezeichnet, (letztere eigentlich ein Fett zum Walken der Felle), wird zusammen mit dem Einstreichwasser vor dem Zwecken auf das Leder aufgetragen. Sie macht, je nach Zusammensetzung, das Leder geschmeidiger und zügiger und verhindert die durch das Zweckwasser manchmal erfolgende Aktivierung der Gerbstoffe und die damit eventuell verbundene Zersetzung des gealterten Leder bei der Umgestaltung alter, getragener Pelze.

#### Streckholz, Nahtroller, Radierer
- Nahtroller

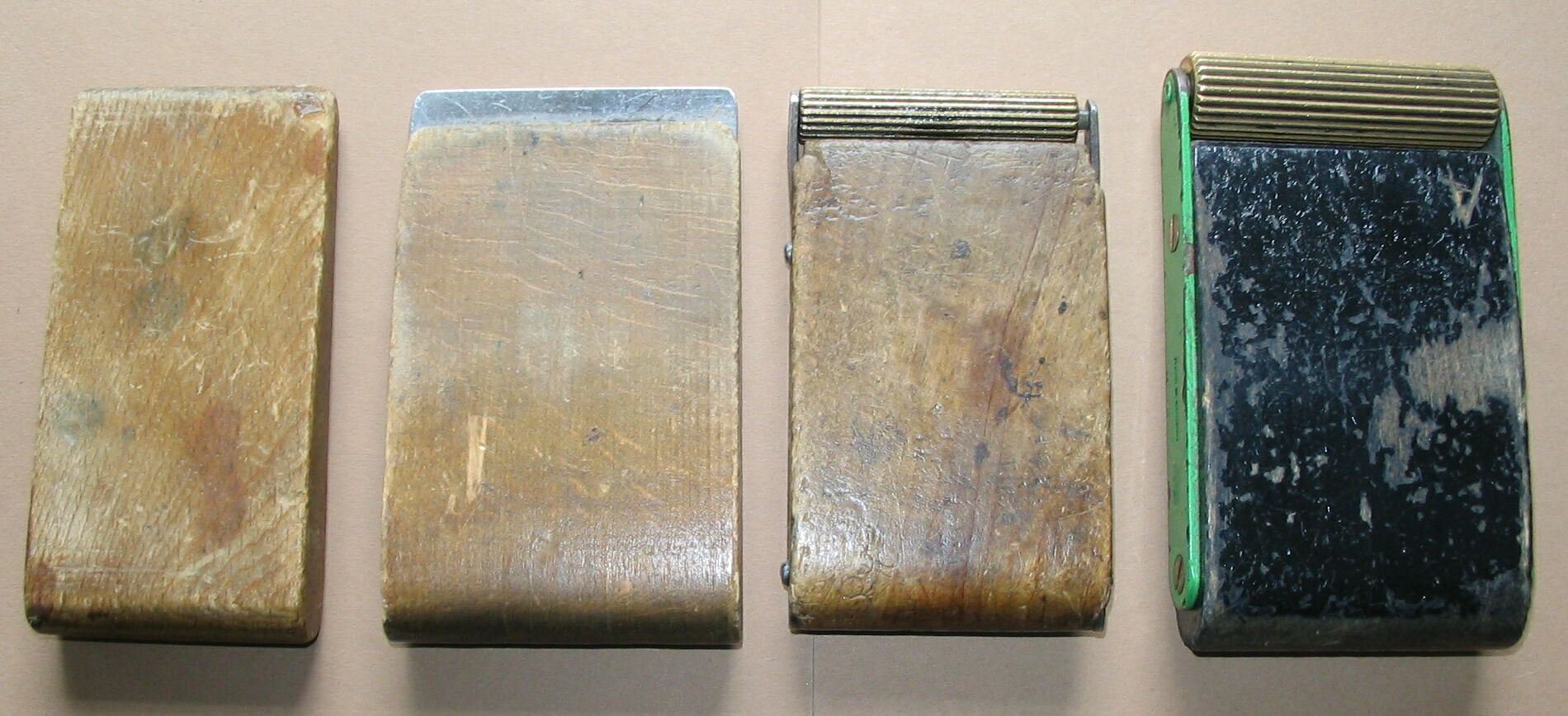
Streckhölzer und Nahtroller

Der Nahtroller ist, außer dem Abreiben mit der Hand, einer Bürste oder einem Tuch, die „ungefährlichste“ Art, dem gezweckten Pelz nach dem Zwecken die Wasserhärte zu nehmen. Die Gefahr, den Pelz dabei zu zerreißen, ist sehr gering. Nach dem gründlichen Weichrollen kann das Leder mit dem Rücken des Nahtrollers zusätzlich recht schonend nachgerieben werden. Der Nahtroller besteht aus einem handgerechten Holzblock und einer, durch Metallbügel gehaltenen, drehbaren, gerillten Metallrolle.
- Streckholz

Besonders kräftige Felle können zusätzlich vorsichtig mit dem hölzernen Streckholz weichgerieben werden. Auf der Arbeitsseite weist es eine leicht abgerundete Kante auf, eventuell aus einem eingelegten Metallstreifen.
- Radierer

Die großen Spezial-Radiergummis, vor allem zum Abreiben ausgelassener Pelze gedacht, eignen sich ebenfalls gut zum schonenden Weichreiben auch sonstiger gezweckter Pelze.